# قضية عمر الرداد
بدأت قضية عمر الرداد بمقتل جيسلين مارشال عام 1991 في فيلتها المسماة لا شاماد، الواقعة على مرتفعات موجينس في الألب البحرية. عثر على نصان مكتوبان بالدم في مسرح الجريمة، نص الأول «عمر قتلني» (OMAR M'A TUER) والأخر نص غير كامل (OMAR M'A T)، قاد النصان المحاكم إلى توجيه الاتهام إلى عمر الرداد وهو بستاني الضحية، رغم وجود عناصر عديدة تثير الشك.
وقد دافع عن الرداد المحامي جاك فيرجيس، وحكم عليه في عام 1994 بالسجن 18 سنة، قبل أن يستفيد في عام 1996 من عفو جزئي منحه الرئيس جاك شيراك. منذ إطلاق سراحه، يواصل عمر الرداد النضال من أجل إعادة النظر في إدانته.
وظلت هذه القضية مشهورة بسبب الغموض الذي أحاط بسيناريو الجريمة. وفي الواقع، عُثر على جثة جيسلين مارشال في قبو الفيلا الخاصة بها، وكان باب الوصول إليها مغلقاً من الداخل.
وأثارت إدانة الرداد جدلا حادا، في فرنسا كما في المغرب، موطنه الأصلي، حيث انتقد الدفاع التحقيق واعترض بشكل خاص على نتائج التشريح والخبرة الكتابية. وبعد الإدانة، أعلن فيرجيس أيضًا أن الأصل المغاربي للمتهم كان من الممكن أن يكون ضده، مما أثار سخط محامي الطرف المدني، هنري لوكلير، وهو أيضًا نائب رئيس رابطة حقوق الإنسان.
ظل نص «عمر قتلني» رمزا لهذه القضية الجنائية، التي تعد من بين القضايا الأكثر أهمية في التسعينيات.

## مسار القضية

### حقائق
ولدت جيسلين دي رينتي في 18 فبراير 1926، وهي ابنة مقاتلي المقاومة المرحلين جيرمين وروبرت دي رينتي، وهو رجل صناعي انضم إلى المقاومة الفرنسية خلال الحرب العالمية الثانية وتوفي أثناء الإبعاد. انفصلت جيسلين عن زوجها الأول، وأنجبت منه ولدًا، وكانت في عام 1991 أرملة ثرية لجان بيير مارشال، صاحب شركة مشهورة لمعدات السيارات، وأخت القاضي كلود دو جرانو وبالتالي أخت زوجة رئيس نقابة المحامين برنارد دو جرانروت. قسمت وقتها بين مقر إقامتها الرئيسي في سويسرا وفيلتها لا شاماد التي بنتها على مرتفعات موجينس.

#### اختفاء جيسلين مارشال
في يوم الأحد 23 يونيو 1991 الساعة 11 و48 دقيقة، تحدثت جيسلين مارشال، التي خرجت للتو من الحمام، عبر الهاتف مع صديقتها إريكا. اتفقتا على أن تناول طعام الغداء في لا شاماد في اليوم التالي، الاثنين. قالت جيسلين إنها في عجلة من أمرها لأنه يتعين عليها الاستعداد للذهاب لتناول الغداء مع أصدقائها الساعة الواحدة. كلاهما أغلق الهاتف حوالي الساعة 11:50 صباحًا. وهي المرة الأخيرة التي يسمع فيها أحد صوت جيسلين.
لعدم وصولها على الموعد، اتصل بها أصدقاؤها عدة مرات دون جدوى منذ الساعة 1:30ظهرًا. حوالي الساعة 6 مساءً، ذهبت كوليت ك. بالسيارة إلى لا شاماد. لا أحد يجيب على جرس الباب، ولا على الاتصالات الهاتفية في المساء.
في يوم الاثنين الموافق 24 يونيو، وصلت إريكا س. حوالي الساعة 11:30 صباحًا كما هو متفق عليه. رنت الجرس عدة مرات، نادت على جيسلين، لكن دون جدوى. بعد تنبيه السيدة إريكا س. والسيدة كوليت ك.، قامت صديقة ثالثة، فرانسين ب.، بإرسال موظف في شركة الأمن إلى الموقع في وقت مبكر من بعد الظهر. المنزل، المظلم والصامت، لا يحمل أي أثر لاقتحامه؛ رُفعت مصاريع غرفة النوم فقط؛ على السرير غير المرتب، نظارات وصحيفة وصينية الإفطار في المطبخ. المفاتيح على الباب، وهو غير مقفل، ولم يتم تفعيل المنبه. يبدو أن جيسلين مارشال قد نهضت للتو، لكنها ليست هناك. استؤنفت عملية البحث بعد الظهر. عاد موظف شركة الأمن مع فرانسين ب. وحارسها. وسرعان ما انضم إليهم طبيب جيسلين. عثروا على مجوهرات، وحقيبة يد مفتوحة، لا تحتوي على أي أموال نقدية، ولكن لا أثر لصاحبها.

#### وصول الشرطة
وأخيرا، في مساء 24 يونيو 1991، تم تنبيه الشرطة وتوجهت إلى مكان الحادث. وبعد تفتيش المنزل، اهتموا بملحق المنزل الرئيسي. يؤدي الدرج إلى القبو الذي لم تتم زيارته بعد وبابه المعدني مغلق. بعد فتح القفل، يرفض الباب أن يفتح لأكثر من 2 سم. بينما يدفع أحد رجال الدرك بكل قوته، إلى حد تشويه الباب، يقوم زميله بإدخال ذراعه من خلاله ويرى سريرًا قابلًا للطي موضوعًا بالداخل. يرميه إلى الخلف بعنف: يفتح الباب أكثر قليلًا، لكن أنبوبًا معدنيًا موضوعًا على الأرض بشكل عمودي على الباب، يسد الباب بإحكام عند قاعدته. التوى الباب بدفعة قوية من زميله، وتمكن من إدخال إحدى ساقيه، ويقول إنه ركل "عدة ركلات في هذا الأنبوب"، الذي وضع "على ثلث الطريق من الباب نحو المفصلة [...] الركلة الأخيرة تحرر الأنبوب"، مما يسمح بفتح الباب. وفي يناير 1992، لاحظ المحققون أن "الضغط الذي مورس على الباب أدى إلى انزلاق الأنبوب، مما ترك بصمة مقوسة على الأرضية الخرسانية".

#### اكتشاف الجثة والفحوصات الأولية
في غرفة المرجل، في الجزء الخلفي من القبو، كانت جيسلين مارشال مستلقية بطولها، ووجهها إلى الأرض، وساقاها تشيران نحو الجدار الخلفي، وذراعاها على الأرض أمام جسدها، ولا ترتدي سوى رداء الحمام الملطخ بالدماء أعلى الجسم فوق الخصر.
كشفت الفحوصات الأولية للطبيب على الفور مساء يوم 24، وتشريح الجثة في 28 يونيو عن إصابات خطيرة للغاية: خمس ضربات عنيفة على الرأس، تم توجيهها باستخدام عوارض خشبية، "للقتل وليس للضرب"، مما أحدث جروحًا غائرة في فروة الرأس ووذمة في الدماغ؛ جرح على شكل حرف V في الحلق لم يصل إلى الأوعية الكبيرة في الرقبة أو القصبة الهوائية؛ عشرة جروح في الصدر والبطن ناجمة عن "شفرة حادة ذات حدين" يتراوح طولها من 15 إلى 20 سم وعرضها 2 سم على الأكثر، تسببت إحداها في استئصال الأحشاء وثلاثة اخترقت الكبد من الجانبين جزئيًا، ومسارات هذه الضربات "صاعدة قليلاً"؛ جرحان خلف الفخذ الأيسر، أدى أحدهما في الجانب الداخلي إلى تساقط قطرات من الدم بشكل عمودي على محور الساق؛ ولذلك بقيت الضحية ملقاة على الأرض دون أن تتحرك، بعد إصابتها، على الأقل حتى تخثر الدم، أي سبع دقائق بحسب خبراء الطب الشرعي. إصابات وكسور في يديها، ومفصل إصبعها تقريبًا ممزق، مما يشير إلى أنها حاولت حماية نفسها بوضع يديها على وجهها، والعديد من الخدوش والكدمات على ذراعيها وساقيها، ولا سيما الجزء الخلفي من قدميها وركبتيها، وآثار جروح وكدمات. الغبار والأسمنت على رداء الحمام وعلى الحلقات المعوية، ويبدو أن الضحية قد جُرت على الأرض.
وبحسب خبراء الطب الشرعي، لم يكن من الممكن تحديد الترتيب الذي تم به توجيه الضربات. لم يقتل أي منها على الفور، لكن مجموعها كان قاتلا بلا شك، بعد عذاب، يقدرون مدته بين خمسة عشر دقيقة وثلاثين دقيقة. يشير النقيب جورج سينسي إلى أن القاتل بدا "حازما، ولكنه أيضًا أخرق أو محرج في تحركاته".
وافق جان باجليوزا، الطبيب الشرعي الذي استشاره محامو الدفاع أثناء التحقيق، على إعطاء رأيه للصحفي إيف ليفيت بعد إدانة البستاني. ويعتقد أن جريمة القتل ربما حدثت في سلسلة واحدة سريعة مدتها ثلاث أو أربع دقائق. في هذا النوع من الهجمات، يتم توجيه الضربات الأولى لتحييد الضحية عن طريق اجهادها. ثم تتبع الضربات بالسلاح الأبيض بعضها البعض بسرعة كبيرة. "بالنظر إلى قوة الضربات، كان المهاجم رجلاً. […] كان أعسرًا. ويشير إلى أن الجرح الأدنى تم أولا. "ضرب النصل أعلى بينما غرقت [الضحية]". وجرح الرقبة على شكل حرف V "يوجد بشكل متكرر في هذا النوع من جرائم القتل" بسبب تحرك الرأس إلى الجانب، سعياً للهروب من الضربات. ويوضح الخبير أن المهاجم لا بد أن يكون ملطخًا بالدماء. وبالنظر إلى الطريقة التي تدفق بها الدم بعد ذلك، فإنه يعتقد أن الضحية لم تنهض أبدًا؛ وبحسب ما ورد ماتت "بسرعة بسبب النزيف". ولو وقفت لملأ نزيف الكبد تجويف البطن، وهو ما لم يره الأطباء.

#### «عمر قتلني»
ينفتح الباب المعدني المؤدي إلى القبو بشكل عمودي على الممر المتجه إلى اليسار. على الجانب الأيسر من الممر، كتبت عبارة «عمر قتلني» (OMAR M'A TUER) بأحرف من دم، على ارتفاع متر واحد عن الأرض، على باب أبيض مغلق يؤدي إلى قبو النبيذ. تظهر علامة دموية تحت النقش. مقابل باب الدخول المعدني في الغرفة الرئيسية، كُتبت الجملة جزئيًا مرة أخرى على باب غرفة المرجل (OMAR M'A T). وهذا "النقش الثاني"، كما سيسميه المحققون، أقل من الأول، بالكاد مقروء. يقع على جانب باب غرفة المرجل، ولكن نظرًا لأنه مسدود في الوضع المفتوح، فإنه موجهًا ليس نحو غرفة المرجل، حيث توجد الجثة، ولكن نحو مدخل الغرفة. وبسبب انزلاق الكتابة، لم يكن من الممكن العثور على أي بصمات أصابع. وستشهد التحليلات الجينية أن النصوص كانت مكتوبة بالفعل بدم الضحية.
لا يحتوي الباب الأمامي المعدني على بصمات على اللوحة الداخلية. أما بالنسبة للهبوط، على جانبي هذا الباب، فإنه يقدم تباينا صارخا: ملطخ بالدماء في الداخل، في الممر، ولا يظهر له أثر في الخارج وعلى الدرج.

### نقاش حول سيناريو الجريمة

#### من هو كاتب النصوص؟
إذا كانت جيسلين مارشال هي صاحبة النصوص، فقد أشارت إلى الاسم الأول لمهاجمها، الأمر الذي سيقود المحققين إلى الاشتباه في بستانيها، عمر الرداد، الذي كان يبلغ من العمر آنذاك 29 عامًا. وعلى العكس من ذلك، إذا كانت الرسالة ذات أصل إجرامي، فلا يمكن أن تأتي من عمر الرداد، الذي يصعب رؤيته يشير إلى نفسه. لذلك كان من المفترض أن يكون القاتل قد كتب النصوص بحيث تنسب جيسلين الجريمة لبستانيها، أو إلى عمر آخر.
قد تبدو صياغة الرسالة غريبة للوهلة الأولى: هل نكتب أننا قُتلنا ونحن على قيد الحياة؟ ويرى القاضي رينارد أن الجملة "غريبة". ومن غير المرجح أيضًا أن يأخذ الشخص المحتضر وقتًا لكتابة جملة كاملة مرتين.
بالإضافة إلى ذلك فإن الجملة تحتوي على خطأ حيث كُتب: (OMAR M'A TUER) بدلا من (Omar m'a tuée). فهل كانت جيسلين، وهي امرأة مثقفة، ترتكب هذا الخطأ؟ تشير العديد من الوثائق إلى أن تهجئتها كانت خاطئة في بعض الأحيان، لا سيما فيما يتعلق بالخلط بين النعت الماضي وصيغة المصدر، وعلى وجه الخصوص كانت تكتب (payer) على فاتورة مدفوعة بالفعل بدلا من (payées)، أو (j'ai arroser les fleurs). إلا أن هذه النقطة يعترض عليها بشدة الدفاع والصحفيون.
يعتقد النقيب سينسي والقاضي كوتون والمدعي العام فاريت أن هذا الخطأ دليل ضد المتهم. لكن وفقًا لاخصائية الخطوط فرانسواز دي ريتشي، فإن هذا الخطأ الشائع ليس عنصرًا محددًا لتحديد الهوية.
هل خط الرسائل هي فعلاً كتابة جيسلين مارشال؟ أٌجري الفحص الأول للكتابات في شهري يوليو وأغسطس، بناءً على طلب قاضي التحقيق، من قبل جيل جيسنر، الذي يقارن الحروف المكتوبة على الأبواب مع الكلمات المتقاطعة للضحية ووثائق أخرى مختلفة. وأشار الخبير إلى أن الرسائل الموجودة على البابين كلها من نفس الشخص، وأنه بالنسبة للرسالة الأولى كان هذا الشخص جاثيا على ركبتيه، بينما كان مستلقيا للرسالة الثانية، ويشهد الجانب غير المنظم منها على ضعفه الفسيولوجي. وكتب الخبير أن الكاتب "لم يتمكن من التحرك لتتبع نهاية رسالته الثانية، حيث تم العثور على جثته هناك". علماً أنه يبدو غير مدرك أنه لم يتم العثور على الجثة أمام هذا الباب.
أثناء المحاكمة، أعلن جيسنر أنه "سلط الضوء على التوافق التام للرسائل مع كتابات السيدة مارشال". ثم، تحت ضغط من الدفاع، أقر قائلاً: "من المؤكد أنه ثلثي خط يد الضحية، والثلث ليس كذلك".
وبناء على طلب الدفاع، عُهد إلى السيدة بويسون ديبار بإبداء الرأي الثاني. وأكدت استنتاجات زميلها، دون أن تخلو من بعض التناقضات، إذ يشير تقريرها إلى أنه من بين عشرة أحرف في النقش الأول، خمسة فقط تشبه خط يد الضحية.
وفي عام 1999، قام السيد غوتييه والسيدة دومونت بفحص جديد للكتابات. وقد خلص الدفاع، الذي قدمه دعمًا لطلب إعادة النظر في الإدانة، إلى أن خط اليد ليس خط الضحية. ستطلب لجنة المراجعة بعد ذلك خبرة أخرى من فرانسواز دي ريتشي وآن بيسوتي، اللتين ستعتبران أنه لا يمكننا "مقارنة بشكل معقول" الكتابات في مثل هذه الظروف المتباينة.
لاحظت فرانسواز بوزون ثيام، مؤلفة كتاب عن هذه القضية، أن الحروف الدموية لها أرجل أخيرة قصيرة بشكل غير طبيعي، كما لو كانت "معلقة"، في حين أن الحروف المتقاطعة لغيسلين مارشال لها، على العكس من ذلك، أرجل ممدودة. التناقض واضح جدًا بين حروف M وA وR. فهي تعتقد أن حروف الرسائل تكشف خط يد القاتل.

#### من قام بسد الباب المعدني وكيف؟
يذكر النقيب جورج سينسي أن الباب المعدني للقبو هو “الطريق الوحيد للوصول إليه، ومنع الوصول إليه”؛ وفي هذه الظروف، وبما أن الضحية هي الوحيدة الموجودة في المبنى، فهي وحدها القادرة على تحصن نفسها هناك. يبدو أن الدفاع لم يعترض أبدًا على النقطة الأولى، مع التركيز فقط على إثبات أن القاتل كان بإمكانه الخروج من باب الوصول المعدني، بينما تسبب في إغلاقه.
سد الباب بأنبوب معدني عند القاعدة. إلا أن هذا الأنبوب رفيع جدًا، يمر بسهولة أسفل الباب إذا كان مستلقيًا على الأرض، وذلك لوجود فجوة بين أسفل الباب والأرض. فكيف استطاع في هذه الظروف أن يسد الباب؟
وفي فبراير 1992، خلال زيارة ميدانية قام بها المحققون والقضاة والمحامون، خلص التحقيق إلى أن جيسلين مارشال وضعت الأنبوب المعدني على عارضة خشبية، ما مكن من سد الباب.
واحتج محامو الدفاع قائلين إن رجال الدرك لم يلحظوا هذه العارضة في 24 يونيو. من ناحية أخرى، زعموا أنهم أثبتوا أنه من الممكن وضع السرير القابل للطي على الباب المفتوح بطريقة تجعل السرير يسقط خلفه عند الخروج وإغلاقه ببطء. من الممكن أن يكون القضيب الحديدي قد سقط عندما قام رجال الدرك بدفع السرير إلى الخلف.
لاحظت إيف ليفيت أن الفجوة الموجودة أسفل الباب تصبح أصغر بالقرب من المفصلة، لأن الأرضية ليست مستوية. ووجود نهاية الأنبوب المعدني بالقرب من هذه المفصلة، فإن سماكتها ستكون كافية لسد الباب، كما يتضح من علامة الانزلاق على الأرض. وتعتقد أيضًا أن السرير قد يكون عالقًا مؤقتًا على أنبوب كبير يقع على الجانب الآخر من الممر.
ادعى المحقق روجر مارك مورو أنه وجد طريقة لإغلاق الباب بسهولة في نفس الظروف من الخارج. ويرى النقيب سينسي من جانبه أن ذلك مستحيل بسبب وجود ارتفاع أسفل الباب لم يأت مورو أبدًا لرؤيته في الموقع.

#### هل مسرح الجريمة منظم؟
ويؤكد الدفاع أن "المؤلف الحقيقي" للوقائع كان سينفذ المشهد المروع وكان سيغادر المكان، تاركًا أدلة ملفقة لاتهام البستاني.
وبحسب الادعاء، فإن هذه النظرية لا تصمد في ضوء عدة عناصر:
- من المستبعد أن يكون «القتلة الحقيقيون» قد اختاروا يوم الأحد لتنفيذ هذا السيناريو، لأن عمر الرداد لم يعمل في ذلك اليوم قط. وكان وجوده في مسرح الجريمة استثنائياً ولم يكن معروفاً إلا للسيدة مارشال وجارتها. لقد كان اختيار يوم أحد لتنفيذ جريمتهم أمرًا خطيرًا جدًا بالنسبة لهم، لأنه كان من المفترض، لحسن الحظ، أن عمر كان يعمل في ذلك اليوم تحديدًا.[53]
- كان إعداد الآلية من الخارج يفترض أن السيدة مارشال كانت ميتة بالفعل وقد لطخت الهبوط بدمائها (تم العثور على كميات كبيرة على الأرض خلف الباب). ولذلك كان على "القاتل الحقيقي" أن يضع السرير القابل للطي والعارضة الخشبية والقضيب الحديدي في هذا الوسط الملوث، ثم يخرج ويحرك الآلية من الخارج لتثبيتها. يبدو من المستحيل ببساطة أن يكون شخص ما قد فعل هذا دون ترك أدنى أثر للدماء على الهبوط الخارجي أو آثار أقدام في الداخل.[53]

#### هل كان هناك طريق آخر للخروج؟
تتساءل الصحفية إيف ليفيت عما إذا كان القاتل قد غادر المبنى عبر قبو النبيذ. وبعد أن تمكنت من الوصول إلى الملف، قالت إنها لاحظت شيئًا مفقودًا: "تم وصف جميع الغرف في الطابق السفلي، باستثناء غرفة واحدة: قبو النبيذ". وتدعي أن قبو النبيذ لم تتم زيارته أثناء زيارة الموقع، وأن المحامين والقضاة وعمر الرداد نفسه، لا أحد “يتذكر دخوله ولا يستطيع وصفه”. علاوة على ذلك، يشير تقرير أحد عمال البناء، الذي استجوبه الدرك في أغسطس 1991، إلى أن العمل الذي طلب منه كان "في عام 1989، القيام بالتهوية في قبو النبيذ [...]، ثم في صيف عام 1989، عام 1990، لإعادة فتح اثنتين من النوافذ التي كانت مسدودة خلال تدخلنا الأول، لضمان تهوية أفضل للقبو. فهل كان يمكن لإنسان أن يخرج من هذه الفتحات أو النوافذ ؟

#### وجهة نظر النيابة
بالنسبة للادعاء، كانت جيسلين مارشال نفسها هي التي أطلقت اسم قاتلها قبل أن تحصن نفسها. تشير تقديرات النقيب سينسي إلى أنها ربما نزلت إلى القبو بمفردها لبدء نظام تنظيف المسبح، تحسبًا لزيارة صديقتها في اليوم التالي. ويستشهد كدليل على أنها كانت ترتدي أحذية للخروج، وأن نظام التنظيف كان لا يزال يعمل بالفعل في اليوم التالي.
يعتقد النقيب سينسي أن الضحية رأت مهاجمها وتعرفت عليه بوضوح: حاولت حماية نفسها من الضربات بمواجهته، والدليل على ذلك الإصابات في يديها. كانت نظارتها تستخدم فقط للقراءة والكتابة، وكانت ترى بشكل مثالي. ولم يكن من الممكن أن تخلط بينه وبين أي شخص آخر، شقيق عمر على سبيل المثال، الذي شعرت أنه لا يشبهه على الإطلاق. فٌحصت الفرضية القائلة بأنها ربما أخطأت في التعرف على مهاجمها من قبل المحققين.
لكن "الرداد ليس قاتلاً"، يعترف النقيب سينسي ساردا نظريته: لقد جاء إلى الفيلا فقط لطلب المال. وبالتالي، بما أن الجريمة لم تكن مع سبق الإصرار، فيجب الاعتراف بأنه كان سيعثر على سلاح الجريمة على الفور. وفقًا لهذه الفرضية، تغلب على الرداد الغضب المفاجئ والعنيف جدًا من الرفض المؤلم لمشغلته، بدأ في ضربها بعوارض خشبية عثر عليها. بعد ذلك، لعدم تمكنه من ترك ضحيته على قيد الحياة، ومع عدم وجود خنجر معه، ذهب للحصول على مقصات التحوط في أعلى الدرج، في غرفة تخزين خشبية حيث يتم تخزين أدوات البستنة، وعاد إلى الأسفل ليسدد لمشغلته عدة طعنات. إن التعامل الأخرق مع مقصات التحوط، وهو سلاح القتل المحتمل بالنسبة للنقيب سينسي، وإعاقة عمر الرداد في ذراعه اليمنى، بعد تعرضه لحادث بالمرفق في عام 1988، من شأنه أن يفسر "تعدد الضربات وانتشارها".
عند المغادرة، وضع البستاني مفتاح القبو في غرفة تخزين الخشب هذه تحت أداة تشذيب الشجر، بعد تنظيفه. ثم سرق الأموال التي كانت في حقيبة اليد الموجودة في الغرفة.
فرضية أخرى من لوكلير، محامي الطرف المدني: من الممكن أن يكون سلاح الجريمة سكين مطبخ. من جهتها، لاحظت عاملة النظافة في فبراير 1992، اختفاء أداة فتح رسائل فضية حادة على شكل خنجر كانت تخص الضحية.
بالنسبة للنقيب سينسي، جيسلين مارشال، التي تُركت بمفردها، لم تلمس الباب المعدني، لأنها تعلم أنها محبوسة، مما يشهد على أنها لا تزال تتمتع بكل رشدها. اشعلت الضوء، وذهبت إلى باب قبو النبيذ حيث كتبت، جاثية على ركبتيها على ارتفاع متر واحد. "لم تتكئ على الباب ولا على الحائط": ما كان عليها إلا أن تسند رأسها على الباب لترتاح من جهودها، ما أدى إلى ظهور أثر الدم الوحيد المرئي تحت الكتابة. ثم نهضت “دون أن تستند سواء على الأرض أو الجدار أو الباب” مما يؤكد أنها لا تزال تمتلك بعض القوة.
ثم سحبت السرير القابل للطي (12 كجم، مزود بعجلات) إلى الباب الأمامي لتحصن نفسها، من أجل حماية نفسها من عودة محتملة لمهاجمها، ووضعت القضيب المعدني والعارضة الخشبية لإكمال سد الباب.
من آثار الدماء، يظن النقيب سينسي أنها بعد ذلك اطفئت النور وجرت نفسها على الأرض، ثم نهضت لتمشي المسافة التي تفصلها عن باب غرفة الغلاية المفتوح على مصراعيه باتجاه القبو. ثم استلقت على الأرض بمساعدة المقبض، والذي عثر عليه ملطخًا بالدماء، ومرهقة، مع وضوح شعاع الضوء القادم من الباب الأمامي، تتبع رسالتها الثانية هناك.
لم يعثر على جثتها أمام هذا النقش، ولكن على الجانب الآخر من الباب، في غرفة المرجل، يقدر النقيب سينسي أنها وجدت القوة للزحف إلى غرفة المرجل هذه، والالتفاف في مواجهة الخروج بعد حركة “إلى الخلف ومن اليمين إلى اليسار”.

#### وجهة نظر الدفاع
وبالنسبة للدفاع، فإن العنف وتعدد الضربات يظهر "القسوة الشديدة والتعبير عن الكراهية المتأججة" وهو ما لا يتناسب بشكل جيد مع شخصية عمر الرداد وعلاقاته الجيدة مع مشغلته. ويشير فيرجيس أيضًا إلى عدم وجود آثار أو خدوش على يدي عمر، أو دماء على ملابسه. نظرًا لأن النقيب سينسي اعترف بأن الجريمة لم تكن متعمدة، لذلك لم يكن لدى عمر قفازات ولم يغير ملابسه. وكيف لا تكون ملابسه ملطخة بالدم؟
علاوة على ذلك، فإن خطورة الإصابات تجعل كل التصرفات المنسوبة إلى جيسلين مارشال غير قابلة للتصديق (كتابة دون دعم وجذع منتصب، حركات متعددة، سد الباب).
يشير فيرجيس أن جثة الضحية لم تكن أمام النقش الثاني. وفي المحاكمة، قال لوكلير، محامي الطرف المدني، إنها "تجرأت على كتابة هذه الكلمات الأخيرة بيدها المحتضرة". ولذلك نتخيلها وكأنها كتبت هذه الرسالة في أنفاسها الأخيرة، قبل أن تموت. إلا أنها كانت في الواقع خلف هذا الباب بمسافة متر ونصف، والوضعية المتباعدة للأطراف ورفع الرداء نحو أعلى الجسم تكشف، دفاعًا عن ذلك، أن الجثة قد جرت من قدميها.
تفاصيل أخرى كاشفة للدفاع: تدفق الدم المتعامد على الأرض وعلى محور الساق، على الجانب الداخلي من فخذ الضحية، والذي كان سيستغرق سبع دقائق ليتخثر، كان واضحًا تمامًا. لو نهضت الضحية لتفعل كل ما قلناه، لكان تدفق الدم هذا قد تدفق في اتجاه آخر، أو لكان غير واضح بسبب الاحتكاك بين الفخذين. ولذلك لم تتحرك الضحية بعد رحيل المعتدي عليها. كان من الممكن إجراء هذا الجرح، مثل ضربة خنجر، للتأكد من أن الضحية همدت "عملية يعرفها جميع الصيادين". علاوة على ذلك، لم يتم ثقب رداء الحمام على مستوى هذه الضربة، وبالتالي حدثت الإصابة أثناء دفع الثوب بالفعل نحو الجزء العلوي من الجسم.
أخيرًا، فإن فرضية استخدام أداة تشذيب الأشجار أو سكين المطبخ كسلاح جريمة قتل لا تتناسب مع وصف النصل المستدق ذو الحدين، الذي يبلغ عرضه 2 سم. علاوة على ذلك، هل كان البستاني "غبيًا" بما يكفي ليضع مفتاح القبو مع أدوات البستنة بعيدًا، كما لو كان يتهم نفسه؟
وقدم المدافعون عن عمر الرداد عدة سيناريوهات لهذه الجريمة، مع خلافات عميقة نشأت بينهم حول هذا الموضوع.
- في البداية، اعترف محاميا الدفاع، السيد جيرار وبودوكس، بأن الكتابة كانت بالفعل بخط السيدة مارشال، التي كانت ستكتب تحت الإكراه وحتى تحت التعذيب. وهذا هو "السيناريو الشرير".[76] إلا أن الخبراء أكدوا أن إصابات الضحية لم تكن نتيجة أعمال تعذيب، وقد رفضت هذه النظرية من جميع الأطراف.[77]
- محامي الدفاع الجديد مايتر غيديسيلي لا يؤمن بـ”السيناريو الشرير”؛ وهو لا يشكك في تقرير علماء الخط الأوائل، لكنه يعتقد أن جيسلين مارشال أخطأت في تحديد هوية مهاجمها.[78] سيتم أيضًا أخذ هذه الفرضية في الاعتبار من قبل الباحثين. "الخلاف" بين محاميي الدفاع سيدفع السيد غيديسيلي إلى الانسحاب من القضية.[79]
- ثم تولى فيرجيس زمام الأمور. وهو يشكك رسميا في استنتاجات علماء الخط ويعتقد أن المهاجم هو الذي كتب الرسالة "بيده لابسة القفاز"، وسحب جثة ضحيته إلى غرفة المرجل، وكتب الرسالة الثانية بنفس الطريقة، بقصد إيهام الناس أن كاتبتهما جيسلين مارشال. هذه هي "فرضية الإعداد المسرحي" التي سيتم تقديمها أثناء المحاكمة.[80] وأمام استحالة إقناع محاميه الثلاثة بالموافقة، انفصل عمر الرداد “على مضض” عن جيرار وبودو قبل 10 أيام من بدء المحاكمة.[81]

البديل من أطروحة الإعداد: كان القاتل (القتلة) ينقل أو يسحب الضحية، فاقدًة للوعي، أمام الأبواب لجعلها تكتب النقوش عن طريق توجيه إصبعها المبلل بدمائها، بينما رأسها متكئًا على "الباب الأول"، طبعت البقعة الدموية أسفل الرسالة. كان القاتل يظن أن المحققين سيتعرفون على البصمات، وهو ما لم يكن ممكنا، إذ "انزلقت" الآثار. وفي هذه الفرضية أيضًا تكون الكتابة هي كتابة القاتل.
طور المحقق روجر مارك مورو وخبير الكتابة اليدوية دانييل دومون النظرية القائلة بأن النقش غير المكتمل تم تتبعه أولاً عن طريق الإمساك بيد جثة الضحية، ولم يكن من الممكن أن تكون الأخيرة مقروءة بشكل كافٍ، حيث أن فكرة أن مرتكبي الجريمة كان من الضروري كتابة نقش الاتهام الثاني بأحرف كبيرة بشكل أكثر وضوحًا.
وفيما يتعلق بفرضية ترتيب الجريمة، طرحت النيابة سؤالاً: من كان يعلم أن عمر الرداد سيكون قريباً من مسرح الجريمة في ذلك اليوم؟ لم يعمل البستاني أبدًا يوم الأحد، وفي هذه العطلة الدينية الإسلامية (عيد الأضحى)، كان ينبغي عليه البقاء مع عائلته، مما يجعل وجوده غير مرجح جدًا يوم الأحد 23 يونيو في منزل فرانسين بي. ويقدر الكابتن سينسي أن الشخصين الوحيدين اللذين علما كانا فرانسين وعمر نفسه. إلا إذا كانت النقوش تشير إلى عمر آخر.

### التحقيق

#### الاستجواب
وفي مساء يوم الاكتشاف المروع، أخبرت فرانسين، التي تعيش على بعد حوالي 800 متر من منزل جيسلين، رجال الدرك أن لديهما بستانيا مشترك اسمه عمر الرداد وأنه جاء للعمل في منزلها يوم الأحد 23 يونيو 1991.
وصل عمر الرداد إلى فرنسا في أغسطس 1985، ولم يكن يتحدث الفرنسية. استقبله والده، الذي عمل لمدة عشرين عامًا كبستاني مع فرانسين، التي وصفها عمر بأنها "سيدة عجوز ساحرة"، والتي عينته أيضًا كبستاني بدوام جزئي في البداية. تزوج من لطيفة الشراشيني الفرنسية الجنسية، وبقي في فرنسا. وجدت فرانسين للزوجين استوديوًا، وأعطت عمر الرداد عقدًا دائمًا، حتى يتمكن من تسوية وضعه. التقى في منزلها بجيسلين مارشال، التي قامت بدورها بتعيينه كبستاني. بعد ذلك، قامت جيسلين بتعيين لطيفة كمدبرة منزل، ونقلت الزوجين الشابين إلى منزلها، في استوديو صغير فوق المرآب. عندما ولد طفلهما الأول، انتقل الزوجان، هذه المرة بمساعدة فرانسين. ويروي عمر الرداد في كتابه كيف «تناوبت» هاتان السيدتان على مساعدتهما، ولطف جيسلين مارشال تجاههما. "لم تضيع أبدًا فرصة تقديم الهدايا لنا." وفي أحد الأيام طلبت رؤية الطفلة: "لقد أعدت لنا طاولة جميلة ... ولم تكن لتستقبل أفرادًا من عائلتها بطريقة أخرى". كثيرًا ما كرر أن مدام مارشال كانت بمثابة الأم الثانية له.
وبعد أن علم رجال الدرك أنه من جنسية مغربية ويخافون من الهروب إلى بلده الأصلي، بدأوا في البحث عنه منذ يوم الثلاثاء 25 . لكن لا يوجد أحد في منزله الذي يتم تفتيشه. حصل عمر الرداد على عمل استثنائي في مؤسسة فرانسين بي. يوم الأحد 23 juin لإتاحة يومين متتاليين، الاثنين والثلاثاء، للاحتفال بعيد الأضحى . وهو في الواقع مع والدة زوجته في طولون. وقد ذهب الأخير للراحة هناك مع طفليهما، ومن بينهما مولود جديد .
وعلم رجال الدرك أنه مغربي الجنسية وخوفا من هروبه إلى بلده الأصلي، بحثوا عنه بنشاط يوم الثلاثاء 25 يونيو 1991. لكن لم يكن هناك أحد في منزله الذي تم تفتيشه. تمكن عمر الرداد من العمل بشكل استثنائي في منزل فرانسين، يوم الأحد 23 يونيو، ليتفرغ ليومين متتاليين، الاثنين والثلاثاء، للاحتفال بعيد الأضحى مع والدة زوجته في تولون. وقد ذهب الأخير للراحة هناك مع طفليهما، ومن بينهم مولود جديد.

#### السجن
قُبض على عمر ووضع في حجز الشرطة، "كشاهد مهم"، على حد تعبير النقيب سينسي، الذي كان حريصًا على إظهار أن التحقيق لم يكن موجهًا منذ البداية. بعد استجواب البستاني مطولاً، لاحظ سينسي أنه نفى دائمًا كونه مرتكب الجريمة ولم يناقض نفسه أبدًا. لقد ظهر كرجل "هادئ، مفكر، غير نمطي، مقلق بسبب عدم انفعاله، صلب نفسيًا". ووصفه الطبيب النفسي الذي فحصه بأنه "أمي باللغتين العربية والفرنسية".
ووفقاً لعمر، فإن فترة الاحتجاز لدى الشرطة كانت مرهقة جسدياً ومعنوياً. وقال إنه لم يكن يعلم أنه يمكنه طلب الاستعانة بمحام ومترجم فوري، وإنه يشعر بالحرج بسبب افتقاره إلى المفردات في اللغة الفرنسية، والكلمات القليلة التي تعلمها في عمله تتعلق بـ "البستنة بشكل أساسي". وأثناء وجوده في حجز الشرطة، لم يفهم معنى كلمة "قتل" إلا عندما رأى الصور التي عُرضت عليه. وعندما رأئ النقش الموجود على باب القبو، “لم يتعرف إلا على كلمة واحدة، "عمر"، لأنها الوحيدة التي يعرف كيف يكتبها”. ولم يتمكن هو ومحاميه من فهم بعضهما البعض، واضطرا إلى اللجوء إلى نزيل تونسي يتحدث اللغتين، ومصرح له بمرافقتهما إلى غرفة الزيارة. كثيرًا ما اعترض المحققون والقضاة على مسألة الصعوبات التي يواجهها في اللغة الفرنسية، ولا سيما أثناء محاكمته.
أثناء وجوده في حجز الشرطة، قال إنه شعر بأن رجال الدرك "كانوا يكتبون إلى حد كبير ما يريدون في المحضر": عندما أجاب باللغة العربية، واصل الدركي الكتابة، رغم أنه لا يفهم هذه اللغة. وبسبب التعب الشديد، وأيضاً خوفاً من التعرض للضرب، أشار إلى أنه استخدم عاهرات، وهي كلمة يقول إنه لم يفهمها في ذلك الوقت. وفي ليلته الثانية في التوقيف، لم يعد قادراً على الوقوف: "أخذ الدرك كرسيي كلما أردت الجلوس. لقد كان تعذيبًا حقيقيًا”. وكتب النقيب سينسي أن عمر الرداد لم يبلغ عن أي صعوبات في اللغة الفرنسية، ولم يطلب مترجمًا.
وبعد الليلة الثانية في حجز الشرطة، قال عمر إن رجال الدرك أخذوه إلى منزله وطلبوا رؤية الملابس التي كان يرتديها يوم الأحد، والتي لم يتم غسلها؛ لم تحمل أي أثر للدماء. وفي مواجهة إصرار الشرطة، كتب: "انتهى بي الأمر بإخبارهم أنني لا أعرف حتى كيفية تشغيل الغسالة". ويقول إنه في طريق العودة، توقف رجال الدرك بالقرب من أحد المخابز. يدخل أحدهم، لكن عمر الرداد ادعى أنه "لم يعر أي اهتمام"، معتقداً أنه سيشتري الخبز. ومن دون إخراج عمر من السيارة، يظهره رجال الدرك من مسافة إلى إحدى الباعة، التي لا تعرف إن كانت باعت له الخبز يوم 23 يونيو. ومع ذلك، وفقا له، فإن المخبز الذي كان زبونًا له لم يكن كذلك. ولم يدرك إلا بعد فترة طويلة، عندما اطلع على ملفه، أن هذا الحكم كان يهدف إلى التحقق من عذر غيابه.

#### الاتهام
بعد انتهاء احتجازه لدى الشرطة، مساء يوم 26 يونيو، عُرض عمر الرداد أخيرًا على السيدة سيلفين أرفينينجو، قاضية التحقيق، للاستجواب الأول، دون محامٍ، وهو الأمر الذي تخلى عنه "دون فهم كامل"، ولا ترجمان. وفي السابع والعشرين أبلغته بلائحة الاتهام وسجنته.

### الجدل

#### حرق جثة الضحية
وقع القاضي على تصريح حرق الجثة في الأول من يوليو، قبل أن يتلقى تقرير الأطباء الشرعيين. واعتبر الدفاع أن حرق جثة جيسلين مارشال، الذي تم في 3 يوليو، أي بعد 5 أيام من تشريح الجثة، سابق لأوانه، وحرم من إمكانية طلب رأي ثان. يمكننا أن نقرأ في الصحافة أن العائلة أرادت حرق الجثة بسرعة. وهو تأكيد مؤسف، بحسب النقيب سينسي، الذي يؤكد أن هذا التأخير ليس استثنائيا.
تعلق الجدل أيضًا بالرغبات الأخيرة لجيسلين مارشال. كانت ستبني "قبوًا رائعًا [...] حيث أرادت أن تُدفن"، كما قال أحد أصدقائها لجان-ماري روار. ومع ذلك، وفقًا لشقيقتها كلود، أعربت جيسلين عن رغبتها في حرق جثتها، كما أكدت ذلك رسالة عثر عليها المحققون. وقد تم شراء الامتياز المعني من قبل زوجها الثاني الذي انفصلت عنه.
وبعد فترة وجيزة من مغادرتها في إجازة أمومة، استبدلت السيدة أرفينينغو بقاضي التحقيق جان بول رينارد.

#### تاريخ ووقت الجريمة
وأثار تحديد تاريخ ووقت الجريمة جدلاً شديدًا، لأن عمر الرداد كان يعمل في منطقة غير بعيدة عن لاشاماد يوم الأحد 23 يونيو، لكنه لم يكن متواجدًا في موجان يوم الإثنين 24 يونيو.
- في يوم الجمعة 28 يونيو، يوم التشريح الذي حضره، كتب النقيب سينسي التقرير لأغراض الدفن، ووضع الوقت المحتمل للجريمة يوم الأحد 23 حوالي الساعة 12 ظهرًا، في الدقائق التي أعقبت الاتصال الهاتفي مع إريكا.[106] ويبرر هذا التقدير بالقول: "إن [الضحية] لا ترتدي ملابس ولا مكياج" وقد خرجت للتو من الحمام. كانت دائمًا دقيقة جدًا في ذلك اليوم، وكانت في عجلة من أمرها للذهاب لتناول الغداء مع أصدقائها، الذين اتصلت بهم حتى حوالي الساعة 10:30 صباحًا لتوضيح وقت الغداء. كانت قد اشترت هدية لمضيفها، الذي كان عيد ميلاده، ونظرًا لقصر المسافة التي تفصلها بالسيارة، كان من المفترض أن تغادر لاشاماد حوالي الساعة الواحدة ظهرًا.[107]
- لكن في تقرير 2 نوفمبر 1991،[108] حدد الأطباء الشرعيون وقت الوفاة بين الساعة 11 صباحًا والساعة 1:30 ظهرًا يوم الاثنين 24 يونيو.[109] وكتبوا بشكل خاص أن الصلابة الكاملة للجسم (الذي تم فحصه في القبو يوم الاثنين 24 في نهاية اليوم) تشير إلى أن الوفاة حدثت قبل أكثر من ست ساعات.[110] ولم يكتشف محامو عمر الرداد هذا التأريخ للجريمة إلا في منتصف ديسمبر، حيث قدموا عذرًا لموكلهم، وأبلغوا به على الفور للصحافة والقاضي. ثم أخبر مكتب المدعي العام الصحافة أن ذلك كان خطأً بسيطًا في الكتابة من قبل أحد السكرتيرات. كان من الضروري قراءة 23. ويشير الدفاع إلى أن الفقرة بأكملها هي التي يجب إعادة النظر فيها، وليس فقط الرقم 24.[111] وإثر هذا الخطأ، ولإزالة أي غموض، طلب القاضي من الأطباء تحديد العناصر الموضوعية التي سمحت لهم باستنتاج تاريخ 23 يونيو.
  - ولتبرير ردهم، حدد الخبراء (تقرير 2 فبراير) أن الجثة كانت في درجة حرارة الغرفة (درجة حرارة لم يسجلوها)، والتي حدثت بعد 12 ساعة، وأن تيبس الموت كان كاملاً، والذي يحدث بعد الساعة الواحدة ظهرًا. وأن دماء الجثة كان لها مظهر لا يُرى إلا بعد الساعة الثلاثين من الموت. ويضيفون أن تقديراتهم تستند أيضًا إلى نتائج التحقيق، فيما يتعلق بالفترة الزمنية بين آخر مقابلة هاتفية للضحية، الساعة 11:45 صباحًا، وأول مكالمة هاتفية لم يتم الرد عليها منه، الساعة الواحدة والنصف ظهرًا.[112]
  - سيتم تقديم رأي ثانٍ، بناءً على الملف، بناءً على طلب الدفاع من قبل الدكتور لو بوافر، الذي يخلص إلى أن الوفاة حدثت يوم 24، وما زالت العيون واضحة حسب الصور على الرغم من أنه كان ينبغي أن تكون غائمة بعد 5 أو 6 ساعات.[113] ويعتبر أيضًا أنه إذا كانت زرقة الجثة قد أثبتت بالفعل وقت وفاة يعود إلى 30 ساعة، فمن غير المفسر أن الخبراء لم يأخذوها في الاعتبار في تقريرهم الأول.[114]
  - ومع ذلك، هناك تفسير محتمل لهذا الخطأ المفترض: بعد أن أشار الخبراء إلى أنهم استندوا إلى نتائج التحقيق، ربما نسوا التاريخ الذي حدد فيه التحقيق الجريمة. معتقدين أنهم تذكروا أنه كان حوالي الظهر في نفس اليوم الذي فحصوا فيه الجثة، كتبوا تقريرهم بعد أربعة أشهر، واحتفظوا فقط بالملاحظات التي تدعم هذه الفرضية.
  - بالنسبة للنقيب سينسي، ليس هناك أي خداع في هذا الخطأ المؤسف. وعلى العكس من ذلك، من المفارقات أن الدفاع تحدث عن "جعل الرأي الطبي متناغمًا مع الادعاء".[115] ستعتمد على هذا العنصر من التقرير للإشارة إلى الضغط من القاضي الذي كان من شأنه تقديم وقت الجريمة إلى 23 يونيو، حيث أنه في 24 يونيو كان لدى عمر الرداد عذر، لأنه استقل القطار في الصباح الباكر للذهاب. إلى تولون للاحتفال بالعيد الكبير مع العائلة. وهذا “الخطأ” سيساهم في تأجيج نظرية “المؤامرة”.[116] وهو ما لن يمنع الدفاع من الدفع بأن عمر الرداد كان لديه عذر يوم الأحد 23 يونيو. هذه المرة، جاء دور النقيب سينسي ليقول بسخرية: "الدفاع مؤثر في نهجه [عندما يدعم ذريعة عمر الرداد في 23 يونيو] للإلقاء بنفسه بشكل متهور في أطروحة القتل يوم الاثنين 24 يونيو".[117]

#### مشغلو عمر الرداد
وفيما يتعلق بجدول أعماله يوم الأحد 23، قدم عمر الرداد الوصف التالي أثناء وجوده في حجز الشرطة:
- ادعي أنه عمل طوال الصباح في منزل فرانسيس. وأنه غادر مكان عمله بين الساعة 12 ظهرًا والساعة 1:10 ظهرًا للذهاب لتناول طعام الغداء في منزله الواقع في لو كانيه، على بعد 5.5 كيلومتر.
- وفي حوالي الساعة 12:05 ظهرًا، قال إنه اشترى الخبز من مخبز في موجينس. هذه النقطة مهمة، لأنه في منتصف نهار 23 يونيو بالضبط، حدد التحقيق مقتل جيسلين مارشال. أراد النقيب جورج سينسي التحقق مما كان يحدث، مباشرة بعد احتجازه لدى الشرطة. وادعى أن الرداد نفسه دله على المخبز، "الذي لا توجد فيه سلالم"، "حيث يوجد رجل يخدمه أحيانًا".[118] عند التحقق، لم يتذكره أحد في المخبز حيث لم يكن هناك خباز في ذلك الوقت من اليوم.[119] وخلص التحقيق إلى أنه لم يكن لديه عذر عند ظهر يوم 23 يونيو.

من جانبه، يقول عمر الرداد إنه لم يدرك إلا بعد وقت طويل، عندما اطلع على ملفه، أن هناك خطأ بشأن المخبز. لقد كان "أول من في طريقي" كما كتب في كتابه، موضحًا أنه انتظر في الطابور لفترة طويلة في ذلك اليوم.
كان هناك في الواقع مخبز آخر ليس ببعيد. ستجد الصحفية الاستقصائية إيف ليفيت، بعد سنوات، أن الخباز الآخر، مارسيل أكد لها أن عمر الرداد زبون منتظم، وأنه “يأتي بانتظام في منتصف النهار، الساعة الثانية عشرة والنصف”، وتفاجأ بأن الدرك لم يحقق إلا في المتجر الآخر: “لم يكن لدينا أحد يسألنا أي أسئلة”. وخلال المحاكمة، أعلن الرئيس جيان أنه "ليس لديه أي علم بملف التحقق مع المخبز الآخر".
- وقال عمر الرداد، إنه عند وصوله إلى باحة المبنى الذي يسكنه “حوالي الساعة 12:15 أو 12:20 ظهرًا”، رأى مدير الكازينو جان بيير.[123] وفي سؤال من آلان لوتييه، من صحيفة ليبراسيون، في سبتمبر 1991، أكد جان بيير وجوده غير المعتاد في ذلك الوقت في الفناء.[124] سيقول أنه عند الظهر، عند عودته من المشي مع زوجته وابنه وكلبهم، التقوا بأحد الجيران واتفقوا على الذهاب إلى منزله لتناول طعام الغداء. وقال للصحفي إنه بعد أن ذهب لإحضار بعض الطعام من احتياطي متجره "انضممت إلى الجميع في منزل صديقنا، لا بد أن الوقت كان بين الساعة 12:15 ظهراً و12:25 ظهراً". يقول إنه لم يلاحظ البستاني “وهذا لا يثبت أي شيء على أي حال. أحيانًا لا ننتبه إلى الوجوه المألوفة”.[125] وتشير النيابة إلى أن عمر الرداد لم يذكر الأشخاص الآخرين الموجودين، وهم الجار والزوجة وابن المدير، الذين لم ينتبهوا له أيضًا. وخلصت إلى أن المتهم ليس لديه عذر غياب.[126] وفي دفاعه، قال عمر للقاضي إنه لو كان يعلم أنه سيُتهم، لكان قد سجل كل التفاصيل المفيدة لحجة غيابه.[127]
- واشار أخيرًا إلى أنه غادر منزله حوالي الساعة 12:40 ظهرًا، وعاد إلى العمل بعد الساعة 1:10 ظهرًا في ماس سان بارتيليمي، في فيلا السيدة فرانسين. ووفقًا للنيابة العامة والدعوى المدنية، كانت أرليت ابنة السيدة فرانسين حاضرة وتفاجأت برؤيته يعود إلى العمل مبكرًا جدًا عندما لم يستأنف نشاطه عمومًا حتى الساعة 1:30 ظهرًا: أجاب عمر بأنه كان يعوض التأخير الذي تراكم لديه في الصباح. وأوضحت أرليت أنه "لم يكن لديه موقف معين، وكان يبتسم كالعادة"، وأنه وصل "بملابس العمل التي يرتديها طوال اليوم".[128] في حين وجده زوجها “يبدو متعبًا”، ويظن أنه لم يتناول الغداء وقدم له شطيرة وآيس كريم.[129] جادل الدفاع بأنه لو كان قد قتل السيدة مارشال في وقت الغداء، لكان يحتاج حقًا إلى هذه الدقائق العشرين لتنفيذ جريمته والعودة إلى عمله دون أن يبدو وكأنه أي شيء. علاوة على ذلك، كيف لا تكون ملابسه ملطخة بالدماء، وهو لم يغيرها؟ على العكس من ذلك، يرى لوكلير في هذه العودة المبكرة دليلًا ضده: كان سيعود “ليُرى” في مكان عمله في أقرب وقت ممكن، ليكون لديه عذر.[130] أثارت مسألة التأخير الواجب حدوثه جدلاً: فقد ثبت لاحقًا أنه لم يكن هناك أي تأخير في الواقع.[29]
- وقال عمر الرداد إنه توقف في وقت متأخر من بعد الظهر، بعد العمل، عند كابينة الهاتف القريبة من منزله، للاتصال بزوجته في تولون.[131] ومع ذلك، بعد التحقق، اتصل بها بالفعل الساعة 12:51 ظهرًا؛ لذلك فقد نسي هذه التفاصيل، على الرغم من أنها كانت مؤيدة لإثبات عذر غيابه،[132] واشار إلى أنه لم يكن بإمكانه تخمين أنه سيُتهم بارتكاب جريمة، وأنه سيتعين عليه أن يصف بدقة جميع أفعال اليوم.[133] ويرى النقيب سينسي أن هذا تناقض آخر في كلامه، ويتساءل: “هل الكذب طبيعة ثانية للرداد؟".[134] حدد رجال الدرك توقيت رحلته على الدراجة النارية[135] وحسبوا أنه كان سيتاح له ما بين 35 إلى 40 دقيقة "لاستكمال جريمته".[136] وخلصت العدالة من كل هذه التحقيقات والشهادات إلى أنه لم يكن لديه عذر في وقت الغداء، وأنه كان لديه متسع من الوقت لقتل السيدة مارشال بين الساعة 12 ظهرًا والساعة 1:10 ظهرًا.

#### حجة غياب عمر الرداد
كان العديد من الأشخاص، بمن فيهم السيد جان كلود وكريستيان، في شارع سان بارتيليمي الضيق في موجينس، في مكان يقع بين ملكية فرانسين (حيث عمل عمر الرداد يوم الأحد 23 يونيو 1991) وممتلكات جيسلين مارشال (حيث وقعت الجريمة). للوصول إلى لاشاماد، الواقعة في أسفل طريق مسدود، أو المغادرة من هناك، كان على عمر الرداد أن يمر أمامهم؛ لكن الرجلين لم يشاهداه وهو يمر. وأكدت ابنة فرانسين أيضًا أن عمر لم يعد إلى لاشاماد يوم الأحد 23 يونيو، لأنه كان سيمر بالقرب من منزلهم، ويجعل كلابهم الخمسة تنبح، ولا بد من رؤيته. شخص آخر، كانت تسير في نفس الطريق بالسيارة حوالي الساعة 12:30 ظهرًا، لم تره أيضًا، في الوقت الذي كان من المفترض أن يمر فيه ليتصل بزوجته.

#### دافع عمر الرداد
حُشد مشغلو عمر الرداد، وكذلك ابنة وصهر فرانسين فور إلقاء القبض عليه للإدلاء بشهادتهم بأنهم لا يؤمنون بذنب البستاني ولإيجاد محامٍ له. إن التنصت عليهم، وكذلك التنصت على عائلة عمر الرداد، سيسمح للمحققين بملاحظة تعدد المكالمات من هؤلاء الأشخاص لبعضهم البعض، أو للمحامين، أو للصحافة. كما اجتمعوا لمناقشة الأمر والبحث عن حلول.
احتجزت السيدة فرانسين لدى الشرطة على الرغم من عمرها، بعد إبلاغ المحققين بمكالمة هاتفية مجهولة تلقتها مساء يوم 24 يونيو. قال لها صوت رجل: «لقد صنع بعض الأشياء الجميلة، بستانيكِ. كتبتها بدمائها». سيتم اتهامه بعدم التحدث إلى الشرطة على الفور،  ولكن بعد ستة أشهر فقط، في ديسمبر.
تحدث مي جيرار عن "التعاطف العام الذي كان ثابتًا [...] من جانب عدد كبير من البرجوازيين" تجاه البستاني المغربي الشاب.
وبالنسبة للمحققين فإن “الخناق يغلق” على عمر الرداد. النقوش تتهمه، الضحية تعرفت عليه واعتادت على الخطأ الإملائي الملاحظ، أطروحة الإعداد المسبق للجريمة مستحيلة بسبب انسداد الباب، وليس لعمر عذر. علاوة على ذلك، لم يكن يعلم سوى هو وفرانسين أنه سيعمل في ذلك اليوم بالقرب من لا شاميد. ويبقى أن يتم تحديد الدافع وراء الجريمة: سيكون الحاجة إلى المال.

#### مشغلو عمر الرداد
بالنسبة للنقيب سينسي فإن عمر الرداد "لم يأت ليقتل أو حتى ليسرق". لقد جاء للمطالبة بالمال، لكن سيطر عليه غضب قاتل في مواجهة رفض جيسلين مارشال.
وأثبتت التحقيقات أنه سحب على مدار عامين من حسابه مبالغ كبيرة (80 ألف فرنك). لأي فائدة؟ يقول النقيب سينسي: "لأن العاهرات وماكينات القمار لها تكلفة". ويجيب عمر الرداد بأن هذه الـ80 ألف فرنك تعود لشقيقه الذي لا يملك حسابا مصرفيا في فرنسا. ولذلك، بناءً على طلب أخيه، كان يقوم، في كل مرة يعود فيها إلى المغرب، بسحب مبلغ لإعادته إلى البلاد.
سيكون هناك أيضًا سبب للاحتكاك بين البستاني وأصحاب العمل المرتبط بطلبات الحصول على سلف على الراتب. وفقًا لفرانسين، التي طلب منها البستاني أيضًا سلفًا، كانت جيسلين مارشال "غاضبة" من هذه الطلبات، معتقدة أنه "لا ينبغي لنا أن نسمح بحدوث ذلك، من أجل مصلحته". يُظهر دفتر حساباته، عن شهر يونيو، سلفة راتب واحدة بقيمة 1000 فرنك. زعمت عاملة النظافة أنها شهدت طلبًا ثانيًا للبستاني، في 14 يونيو، وهو الأمر الذي اعترض عليه عمر الرداد رسميًا، ولم تلاحظه السيدة مارشال أبدًا. وفي يونيو، طلب مرتين من فرانسين. سلفاً لدفع إيجار منزله أو إرسال أموال إلى والدته في المغرب. وأظهر التحقيق أنه لم يفعل أياً منهما.
لكن إذا تحدث القاضي عن «صعوبات مالية هائلة»، فإن تقرير المحققين الموجز يخلص مع ذلك إلى: «باستثناء متأخرات الإيجار، لم يحدد التحقيق أي ديون أخرى أو صعوبات مالية لزوجي الرداد». ويكشف التحقيق أن حسابات الزوجين في الائتمان، في فرنسا كما في المغرب. ولا يدعي عمر إلا ما له حقه وما يوافق العمل الذي قام به.
وفي دفاعه، يقول عمر إنه للحصول على المال “يمكن للواحد أن تسرق. لا داعي لفعل شيء وحشي كهذا”. ومع اتهامه بسرقة النقود من حقيبة جيزلين مارشال يوم القتل، أشار إلى أن رئيتسه اشتبهت في أن عاملة التنظيف قامت بعدة سرقات من منزلها. وإذا كان قد تصرف من أجل المال، فلماذا لم يأخذ أيضًا مجوهرات الضحية وساعة كارتييه، المشتبه في أنه سرق السلسلة الذهبية لزوجته؟
لكن اعترف عمر الرداد بأنه يلعب ماكينات القمار. تصف محاضر جلسات الاستماع لموظفي كازينو كروازيت في مدينة كان ومنشأتين أخريين (أي 25 شهادة من عملاء الأمن) رجلاً يتردد على ماكينات القمار ذات الـ 5 فرنك عدة مرات في الأسبوع. ادعى عمر في المحاكمة أنه لم يلعب إلا بما فاز به، وأنه "أحيانا يخسر". ويعتقد ممثلو النيابة أن عمر كان سيستخدم السلفة على الراتب للعب في الكازينو من أجل استعادة حصته، نظرا لأنه أخفى شغفه بالقمار عن زوجته والقضاة.
أثناء المحاكمة، ذكر المحققون أيضًا البغايا، لكن نفى عمر بشدة هذا التصريح الذي أدلى به أثناء احتجازه لدى الشرطة. ووضح النقيب سينسي أنهم "هاجموا منطقة الكروازيت بأكملها للعثور على العاهرات التي يتردد عليها عمر الرداد". وفي خمس ليالٍ من البحث، لم يعثروا إلا على امرأتين صغيرتين. ذكرت إحداهما أن عمر نظر إليها فقط. أما بالنسبة للأخرى، فقالت إن عمر كان عميلاً لها، ووصفته بأنه "متحمس للغاية"، ثم طالبت بتعويضها. ولم تحضر هذه العاهرة في النهاية للإدلاء بشهادتها في المحاكمة، ونفت فيما بعد الإدلاء بمثل هذه التعليقات. لكن في غضون ذلك، يعتقد التحقيق أنه وجد سببًا إضافيًا للمشاكل المالية للمتهم.
لذلك، في نهاية شهر أغسطس، قدّر التحقيق أن لديه مذنبًا مزعومًا، ذو شخصية أقل سلاسة مما يبدو، ومبتلى برذائل باهظة الثمن (القمار و"العاهرات")، دون عذر غياب، يكذب على عائلته، وينفق الإيجار على رذائله، ويعاني من مشاكل مالية كبيرة، ويواجه رفض رئيسته منحه سلفة على الراتب، ولم يكن لديه بديل سوى قتلها. بالإضافة إلى ذلك، فإن عدم وجود اقتحام في لا شامادي والسرقة البسيطة المفترضة لمبلغ 5000 فرنك (762 يورو) من حقيبة يد الضحية – بينما عثر على الأشياء الثمينة والمجوهرات سليمة في الفيلا – يوجه التحقيق نحو شخص مطلع على المنطقة القريبة من الضحية.
اشتكي عمر الرداد في مناسبات عديدة، وخاصة أثناء المحاكمة من تعرضه "للتشويه" عمدًا وبشكل غير عادل من قبل المحققين، الذين سعوا إلى إعطاء صورة سلبية عنه قدر الإمكان، بسبب عدم وجود أدنى دليل رسمي على إدانته.
وبقى في الواقع تأكيد فرضية تورطه في جريمة القتل بالأدلة: فقد تم البحث عنها منذ بداية التحقيق في تحاليل العينات المأخوذة من المجني عليه، ومن ملابس عمر الرداد وفي القبو (الجدران والأرضيات والعوارض الخشبية والقضبان الحديدية وما إلى ذلك).

### البحث عن الأدلة ودور وسائل الإعلام
وفي شهر سبتمبر، تحدثت الصحافة عن سرقة أموال الضحية، وذوق عمر الرداد في القمار و"العاهرات" كقرائن مفترضة على المشاكل المالية التي قادته إلى الجريمة. وسرعان ما بدأت أيضًا في مناقشة أسباب الشك في ذنبه. وفي 9 أغسطس، علمت نيس ماتان، من خلال تسريب من مختبر الطب الشرعي، أن تحليل العينات المأخوذة من القبو، والضحية، والبستاني، لم تسفر عن شيء.

#### التحليلات الأولية
أشارت النتائج الأولى للتحليلات إلى عدم العثور على أي أثر للبستاني في القبو، أو على العارضة الخشبية أو على القضيب الحديدي الذي من المفترض أنه كان يمسك به، ولا على الضحية (التي لم تتعرض للاعتداء الجنسي)؛ الدم الموجود على العارضة والأنبوب المجلفن وتحت أظافر الضحية هو بالفعل دم جيسلين مارشال، لكن لا يوجد أي أثر يخرج من جسد الضحية على ملابس عمر الذي تم التأكد من أنها كانت بالفعل تلك التي ارتداها يوم 23 يونيو. ولم يتم العثور على بصمات الأصابع في مسرح الجريمة. وبحسب رجال الدرك، لم يُكشف عن أي آثار صالحة للاستعمال، بما في ذلك آثار الضحية نفسها على حقيبة يدها.
لم تكن هناك جزيئات من أرضية القبو على حذائه، ولا آثار تراب أو شفرات عشب على أرضية القبو، على الرغم من أن البستاني كان قد قضى صباحه في جز العشب. بالنسبة للنقيب سينسي، فإن عدم وجود آثار للتراب أو العشب تحت النعل يفسر بحقيقة أنها "مهترئة وناعمة تمامًا".
لكن إذا لم يكن عمر الرداد قد تعمد جريمته، وبالتالي ربما لم يلبس القفازات ولم يغير ملابسه، فكيف يمكن أن نفسر أنه لم يترك بصمات أصابع وأن ملابسه لم تتلطخ بالدماء؟
في أكتوبر، طلب القاضي تفاصيل عن أنماط نزيف الضحية: فأجاب المحققون بأن "النزيف كان خارجياً بشكل أساسي [...] دون أي توقعات كبيرة". وكان الرداء يمتص كل شيء. لكن كانت هناك بقع دماء على جدار غرفة المرجل.
في أكتوبر، أثبت تحليل المقصات، سلاح القتل المزعوم، أنه تم العثور على "الحمض النووي الحيواني" في الأداة، "ويُستخدم مصطلح الحيوان بالمعنى الواسع حيث لا يتم استبعاد دم الإنسان". بالنسبة للنقيب سينسي، يمكن أن تكون أداة تشذيب السياج هي سلاح الجريمة. ومع ذلك، تجدر الإشارة إلى أن الأطباء الشرعيين اشاروا أثناء المحاكمة إلى أن "أداة تشذيب السياج لا يمكن أن تكون سببًا لإصابات عميقة معينة للضحية".

#### التحليلين الثاني والثالث
طلب القاضي رينارد مرتين من مختبر سيرما إجراء تقييمات لآثار الغبار من القبو على ملابس عمر وحذائه، بالإضافة إلى آثار محتملة للحمض النووي. ومع أن هذه التحاليل لم تسفر عن شيء، لكن المعمل اكتشف وجود “آثار الجبس أو الألياف الزجاجية على بنطال عمر”.

#### الإضراب الثاني عن الطعام
في 18 نوفمبر 1991، بدأ عمر الرداد إضرابه الأول عن الطعام. وفي إحدى الليالي، في حالة يأس، أشعل النار في بطانيته. في 12 ديسمبر، نُقل إلى المستشفى في فريسنيس. ولم يوافق على تناول الطعام مرة أخرى إلا بعد 36 يومًا، في 23 ديسمبر، بإصرار من والده.

#### الطلب الثاني للإفراج المؤقت
كانت نهاية عام 1991 فترة حساسة للقضية. في 18 ديسمبر، رُفض الطلب الثاني للإفراج المؤقت، في حين أشارت الصحافة إلى عدة عناصر تلقي بظلال من الشك على أطروحة القضاة: التحليلات السلبية، إضراب المتهم عن الطعام، وقضية "الخطأ المطبعي" فيما يتعلق بالتاريخ المزعوم للقتل. وهو ما أبلغه محامو الدفاع على الفور إلى الصحافة. ويقول جيرار، محامي الدفاع، إن الصحافة اتهمت موكله خطأً بالسرقة ومعاشرة العاهرات بعد معلومات واردة "بالضرورة من أشخاص مقربين من التحقيق". وفي ظل هذه الظروف، يبدو أنه يحق له الدفاع عن موكله بنفس الوسائل.

#### الطلب الثالث للإفراج
وفي 12 فبراير 1992، قدم محامي عمر الرداد طلبًا ثالثًا للإفراج المؤقت. لكن قبل ذلك بأيام قليلة، في 6 فبراير، وقبل إحالة النتائج النهائية للخبرة الثانية إلى الدفاع، أبلغت "مصادر قريبة من التحقيق" نيس ماتين بالعثور على "غبار اتهام" على بنطال عمر. تساءل الصحفي بول فرونزيس عما إذا كان الكشف عن هذه النتائج، غير الرسمية، من قبل النيابة العامة، لن يهدف إلى "موازنة" النهج الجديد للدفاع.

#### الخبرة
أشار الخبير السيد جرافيلي في البداية إلى أن الجبس مادة شائعة جدًا، وأن الآثار الموجودة على سروال البستاني "يمكن أن تأتي أيضًا من بيئة أخرى". بالإضافة إلى ذلك، فإن المادة المخزنة في القبو هي الصوف الصخري، وبالتالي لا تتوافق مع جزيئات الألياف الزجاجية الدقيقة الموجودة في سروال المدعى عليه.
وفيما يتعلق بحذاء عمر الرداد، فإن التركيب الكيميائي للألياف لم يتطابق أيضًا مع الجزيئات الموجودة في القبو، لكن الخبير أبلغ القضاة عن "ارتباط طفيف" مما يعني أن المتهم مر في هذا القبو في وقت معين.
بالنسبة للمحققين، يعتبر "ارتباط الأثر" أمرا أساسيا، لأنه يثبت أن عمر الرداد مشى على أرضية القبو؛ لكنه كان قد أعلن في البداية أنه لم يتواجد هناك منذ شهرين؛ ثم، في 18 فبراير، تذكر فجأة أنه ذهب إلى هناك قبل يومين من جريمة القتل لتخزين أوعية الزهور. وبالنسبة للمحققين فقد كذب. لكنه هو نفسه يقول "لقد نسيت ذلك". عُثر بالفعل على أواني الزهور في القبو. عند سؤال إيف ليفت بعد عدة سنوات، أشار القاضي رينارد إلى أنه بدأ يشك في براءة البستاني بسبب، على وجه الخصوص، "تغير سلوكه فيما يتعلق بوجوده في القبو في وقت قريب جدًا من الجريمة".

#### الطلب الرابع للإفراج
في 18 مارس، دافع المحاميان جيرارد وبودو في الاستئناف عن طلب رابع للإفراج، والذي رفض مثل الطلبات السابقة، في حين سُجلت نتائج رأي الخبراء الأخير، لصالح المتهم، في 13 مارس ولم يتم إخطار المتهم حتى 9 أبريل.
في هذه الظروف، ظهر مقال في صحيفة لوفيجارو في الرابع من مارس1992: "عمر: عقبة جديدة في صورة سلسة للغاية". وقد "أصدر القاضي للتو إنابة قضائية" إلى رجال الدرك لتحديد ما إذا كان المتهم قد سرق سلسلة ذهبية من زوجته، بسبب حاجته إلى المال. وجاء في المقال أن شخصا يدعى الرداد "توسط في بيع" سلسلة ذهبية في محل مجوهرات في مايو 1990، ادعي عمر الرداد أنه كان في ذلك الوقت في المغرب. وحدد المقال أن التحقيق لا يستطيع التأكد من هذه النقطة، لأن جواز سفر عمر الرداد قد اختفى.
يعود تاريخ هذه الإنابة القضائية في الواقع إلى أكتوبر 1991. وفي الفترة ما بين 21 أكتوبر و3 يناير، فحص المحققون دفاتر الشرطة الخاصة بـ 70 متجرًا للمجوهرات. وبالفعل اكتشفوا بيع سلسلة ذهبية في إحداها، في مايو 1990، باسم الرداد، لكن في مايو 1991، أي بعد عام واحد، لاحظت لطيفة الرداد اختفاء سلسلتها. أما جواز سفر عمر الرداد، فقد صادره المحققون أثناء تفتيش شقته صباح 25 يونيو.

#### العلاقة بين عمر الرداد والصحافة
وخلال لقاء مع القاضي رينارد، اشتكى عمر من تعرضه لـ "التشهير في الصحافة"، واتهامه بالسرقة والتعامل مع العاهرات، وأضاف: "أود أن أعرف من كان بإمكانه تقديم هذه المعلومات" للصحفيين. بالنسبة لإيف ليفيت، كانت العدالة "قادرة على تنسيق التسريبات والأخبار الكاذبة بمهارة لتحقيق أهدافها". ويؤكد القاضي رينارد من جانبه أنه لم يكن على اتصال مطلقًا بالصحفيين، ويشير إلى أن المحققين كانوا أيضًا حذرين منهم "لأن الصحافة كانت تنتقدهم بشدة".

#### اتهام وسائل الإعلام
تسائل النقيب سينسي عن سبب بدء ظهور المعلومات في الصحافة في 26 يونيو 1991، ولم يكن حبس البستاني قد انتهى بعد، بينما قرر المدعي العام فتح تحقيق قضائي دون مزيد من التأخير. ويرى النقيب أن التسريبات جاءت من “أصحاب العلم”. كما ألقي باللوم على محامي الدفاع الذين "كسبوا معركة المعلومات بسهولة، ولكن دون مجد [...] الرأي العام، جاهز دائمًا ليتحرك، وقد تبنى، دون أن يدري، قضية عمر الرداد".
كما شكا الطرف المدني من موقف الصحف. وتحت قلم مي لوكلير، تعتبر نفسها "ضحية حملة صحفية رهيبة"، وتدين "أكثر الفرضيات إيلاما وتصديقا" التي نشرتها الصحف.
ويرى الصحفي روجر لويس بيانشيني، من نيس ماتان وفرانس سوار، من جانبه أن الصحفيين قاموا بعملهم ببساطة "من خلال كشف ما تعلمناه من الملف".

#### فرضية أخرى
وخلص التحقيق إلى أن جيسلين مارشال هي التي كتبت بالفعل الرسائل على الأبواب، وبالتالي فإنها أرادت الإشارة إلى قاتلها. لكن هل من الممكن أنها أخطأت في تحديد هوية مهاجمها؟
وأجرى المحققون تحقيقات مع أربعة أشخاص آخرين، بفكرة استرشادية: هل يشابهون عمر الرداد؟
وهكذا تتابعت تبرئة شقيق عمر، الذي وجدت الضحية أنه لا يشبه عمر على الإطلاق، والطباخ السابق لجيسلين، الذي تركها على علاقة سيئة، والفرنسي السيد هاشم ت. الذي غادر إلى سويسرا قبل يومين من القتل والذي كان من الممكن أن يكون ضحية إدانة تشهيرية بحسب المحققين؛ "لا يمكن الخلط جسديًا بين الثلاثة وعمر الرداد" كما يقول النقيب سينسي. وأخيرًا، رجل، يُدعى جيلبير ف.، يعيش في قافلة بالقرب من لاشاماد، قال إنه كان في المغرب يوم وقوع الجريمة، وقدم تذكرة الطائرة وجواز سفره الذي يحمل طوابع الدخول والخروج.

#### الإضراب الثاني عن الطعام
وبعد رفض خامس للإفراج المؤقت، بالكاد تعافى من إضرابه السابق عن الطعام، بدأ عمر رداد إضرابًا جديدًا في 16 أبريل 1992. وبعد مرور بعض الوقت، قرر التوقف عن الشرب أيضًا. في 16 يونيو، جاء القاضي إلى المستشفى ليصدر له مذكرة حبس لمدة عام، مما أثار خيبة أمله الشديدة. ومن بين الأسباب المقدمة: "... الأفعال التي اتهم بها أزعجت النظام العام بشكل خطير". وتساءل جيرار "إذا لم يكن هذا الاضطراب ناجمًا عن احتجاز شخص بريء" ويؤكد أن خبرة واحدة فقط كانت غير مواتية له حتى الآن: وهي خبرة علماء الخطوط. انتهى عمر الرداد بالتخلي عن إضرابه عن الطعام، بعد 35 يومًا.
في 5 مارس 1993، أكمل المدعي العام فريت لائحة الاتهام. العناصر الموقوفة ضد عمر الرداد هي النقوش التي تتهمه وعدم توافر عذر غيابه وآثار غبار من القبو تحت حذائه. ربما يكون هذا هو "الارتباط التتبعي"، حيث أن نتائج جميع التقييمات الأخرى كانت لصالحه.

#### محاولة انتحار عمر الرداد
نُقل عمر الرداد إلى سجن الحبس الاحتياطي في نيس في 22 مارس، وتم إيداعه في زنزانة "قذرة"، وهي الزنزانة التي يوضع فيها الوافدون الجدد. وكتب: “كانت المراحيض مسدودة، ومنافذ الكهرباء مكسورة، والجدران ملطخة”. ويقول إنه في حالة يأسه وثورته، ابتلع شفرة حلاقة بعد أن وضعها في فتات الخبز. حذر الحارس الذي، حسب قوله، لم يهتم علانية. قال عمر: "لا شك أنه كان يضطر في كثير من الأحيان إلى التعامل مع السجناء الذين كانوا يتصرفون بهذه الطريقة". ثم قطع عروقه وتلقى العلاج. وفي اليوم التالي، نٌقل إلى زنزانة عادية حيث سينتظر محاكمته لمدة عشرة أشهر.
وانتهى التحقيق في ربيع عام 1993. وحاول محامو عمر الاحتجاج برفض الدعوى بالإشارة إلى الانتهاكات المزعومة في الإجراءات. إلا أن غرفة الاتهام رفضت هذا الطلب وأحالت عمر الرداد إلى محكمة نيس في 14 أبريل 1993.
انفصل عمر الرداد عن محامييه واعتمد على فيرجيس. وقال إن زميله في السكن في مستشفى سجن نيس هو الذي نصحه بتوكيل محامٍ ثالث، هو السيد فيرجيس. لكن في مواجهة استحالة إقناع محاميه الثلاثة بالموافقة على مسألة مؤلف الرسائل الدموية، بعد موجة من التردد كشفت فزعه، اضطر إلى الاستسلام للانفصال عن جيرار وبودو.
وعلى الفور، أجبره فيرجيس على التنازل عن الطعن بالنقض على قرار غرفة الاتهام، الذي قدمه زملاؤه في 15 أبريل. وبذلك، رفض عمر الرداد إثارة بطلان المحاضر، أثناء الاحتجاز لدى الشرطة وعند الظهور الأول، على أساس أنه لم يحصل على مترجم. كان هدف فيرجيس هو تجنب المزيد من التأخير في الإجراء.

### المحاكمة
بدأت محاكمة عمر الرداد في 24 يناير 1994 أمام قاعة مكتظة "كان أغلبهم مؤيدين للبستاني ومقتنعين بأنه ستتم تبرئته". ورأى النقيب سينسي أن الدفاع “وحده احتل المجال الإعلامي” و”شكل صورة” شخص بريء متهم ظلما. وتولى الدفاع عن المتهم جاك فيرجيس بمساعدة بيتيلو، وتحدث باللغة العربية بمساعدة مترجم.
من جانبها، طلبت عائلة جيسلين مارشال خدمات السيد هنري لوكلير، نائب رئيس رابطة حقوق الإنسان، وزميل وصديق رئيس نقابة المحامين برنار دو غراندروت، وصهر الضحية. وقد حدد هنري لوكلير، في مقابلة مع مجلة جون أفريك: "إذا اختارتني العائلة، فذلك على وجه التحديد لأنهم لا يريدون أي انجراف عنصري". كان رئيس المحكمة، أرماند جيان، وهو رجل يتمتع بخبرة كبيرة ودقة فكرية، يعرف ملفاته تمامًا "حتى أدق التفاصيل"، ويتمتع بـ "سلطة طبيعية للفرض".

#### قراءة حكم الإحالة إلى غرفة الاتهام
وبدأت المحاكمة، كما هي العادة، بتلاوة قرار الإحالة الصادر عن غرفة الاتهام. استندت لائحة الاتهام الموجهة إلى عمر الرداد على العناصر التالية:
- النقوش المكتوبة بالدم التي تشير إليه صراحة، ونظام سد باب القبو من الداخل، ما يعزز قناعة القاضي بأن هذه الرسائل كتبها المجني عليه.
- حاجة المدعى عليه إلى المال، والتي تتجلى في طلبات الحصول على سلف على الراتب من أصحاب العمل.
- غياب ذريعة الغياب: المعلومات التي قدمها عمر الرداد في جدول أعماله، يوم الأحد 23 يونيو، بين الساعة 12 ظهرًا والساعة 1:10 ظهرًا (توقيت الجريمة)، لم يتم تأكيدها من قبل الأشخاص الذين تمت مقابلتهم.
- وأخيرًا، فإن غياب عملية اقتحام في لا شاماد والسرقة البسيطة المفترضة لمبلغ 5000 فرنك (762 يورو) من حقيبة يد الضحية - بينما تم العثور على الأشياء الثمينة والمجوهرات سليمة في الفيلا - يوجه التحقيق نحو شخص مطلع على الضحية. لكن عمر الرداد، مثل عاملة النظافة، كان لديهما مفتاح بوابة الدخول.

بتحليل شخصية المتهم. فإن شهادات رجال الدرك والخبير النفسي تؤيده بشكل عام. نتحدث عن نفقاته، وطلباته للسلفة على الراتب، وشغفه بالقمار، ومسألة الذهب المفقود. والمقربون منه «يمدحونه» ويسألهم الرئيس بدورهم عن مستوى المتهم في اللغة الفرنسية. عمر الرداد تصفه زوجته لطيفة بأنه "رجل عائلة صالح” بلا ضجة.
استشهد الرئيس أرماند جيان، الذي عاش في الجزائر حيث بدأ حياته المهنية، بالقرآن عدة مرات للتعبير عن استغرابه من أمية المتهم، أو أنه شوهد وهو يأكل في أحد أيام رمضان، أو لتوبيخه على ما فعله. القمار الذي انغمس فيه وتجارته المزعومة مع العاهرات، على خلاف أحكام الإسلام. ووقعت حادثة خلال الجلسة أثناء شهادة لطيفة الرداد التي أكدت أن "زوجها طيب لدرجة أنه لا يستطيع إيذاء ذبابة"، وهو ما رد عليه رئيس محكمة الجنايات أرماند جيان "لكنه يذبح الغنم"، في إشارة إلى عيد الأضحى.
أشار عمر الرداد إلى أنه "يبدو أن الرئيس نسي أنه كان عليه أن يحكم على ما إذا كنت قد قتلت مدام مارشال أم لا، وليس على ما إذا كنت مسلمًا جيدًا أم سيئًا". ولم يعلق فيرجيس على هذه التصريحات من الرئيس، معتبرا أنه لا يوجد شيء واضح يمكن انتقاده ضده. لكن إصرار الرئيس دجيان على استجواب المتهم حول ممارساته الدينية سيصدم أكثر من شخص: تحدث موريس بيروت عن "تأملات غير سارة"، واستغربت سولين حداد "هذه الأحاديث التي لا علاقة لها بالموضوع" و"الطابع العنصري المحتمل" للتفكير في ذبح الأغنام. بعد ذلك، دافع الرئيس جيان عن نفسه، خلال مقابلة مع الصحفي إيف ليفيت، عن أي نية عنصرية في تصريحاته، بحجة أن الدفاع لم يطلب أخذ العلم.
أشار عمر الرداد إلى أنه "يبدو أن الرئيس نسي أنه كان عليه أن يحكم على ما إذا كنت قد قتلت مدام مارشال أم لا، وليس على ما إذا كنت مسلمًا جيدًا أم سيئًا". ولم يعلق فيرجيس على هذه التصريحات من الرئيس، معتبرا أنه لا يوجد شيء واضح يمكن انتقاده ضده. لكن إصرار الرئيس دجيان على استجواب المتهم حول ممارساته الدينية سيصدم أكثر من شخص: تحدث موريس بيروت عن "تأملات غير سارة"، واستغربت سولين حداد "هذه الأحاديث التي لا علاقة لها بالموضوع" و"الطابع العنصري المحتمل" للتفكير في ذبح الأغنام. بعد ذلك، دافع الرئيس جيان عن نفسه، خلال مقابلة مع الصحفي إيف ليفيت، عن أي نية عنصرية في تصريحاته، بحجة أن الدفاع لم يطلب أخذ العلم.

#### تحليل عمر الرداد
أما بالنسبة لتردد عمر على ماكينات القمار. يصف محضر جلسة الاستماع لموظفي كازينو كروازيت في مدينة كان رجلاً يتردد على المنشأة عدة مرات في الأسبوع. تبع ذلك دراسة طويلة لحسابه البنكي في المغرب، الأمر الذي أثار نفاد صبر المحلفين، كما أشار النقيب سينسي.
علاوة على ذلك، كان البستاني المغربي يطلب بانتظام سلفة على الراتب من أصحاب العمل، كما أخبرهم، لدفع إيجاره. وهذا يتناقض مع شهادة مدير سكنه، لأن عمر الرداد كان مديناً له بإيجار شهر واحد (مايو 1991). ويعتقد ممثلو النيابة أن عمر الرداد كان سيستخدم السلفة في الراتب للعب في الكازينو من أجل استعادة ما خسره، نظرا لأنه كان يخفي شغفه بالقمار عن زوجته، وفي مواجهة مطالب البستاني، كان أصحاب العمل قد وافقوا على عدم اقراضه بعد الآن.
عاد رئيس المحكمة إلى إثارة موضوع العاهرات، «وهو موضوع كان بالتأكيد حريصًا عليه للغاية»، حسب إفادة عمر، الذي نفى بشدة هذه التصريحات التي أدلى بها دون مترجم أثناء التحقيقات الأولى. قائلا: «أود أن يأتوا لأني لا أعرفهم وقد قالوا فيّ كلامًا غير شريف». العاهرة التي استجوبها رجال الدرك أثناء التحقيق لم تظهر في النهاية للإدلاء بشهادتها في المحاكمة. عثر عليها وسماع أقوالها من قبل المحقق روجر مارك مورو في عام 1995، وأنكرت ذلك، مؤكدة أيضًا أن جنود الدرك جعلوها توقع على مقابلة غير دقيقة دون جعلها تعيد قراءة النص. وبعد ذلك، لم تتلق أي استدعاء للإدلاء بشهادتها في المحاكمة، على الرغم من أنها، على عكس ما ادعى، كانت لا تزال تقيم في نفس العنوان في مرسيليا (13)، في الشقة التي كانت تملكها.
شهدت عاهرة أخرى، وقالت إنها لاحظت عمر الرداد في الكروازيت وأنه كان يحدق بها، لكنها لم تتعامل معه أبدًا كعميل (لم تكن عاهرة على أي حال في ذلك الوقت).
استجوبت فرانسين ب. بشكل مطول، وكذلك ابنتها وصهرها، حول طلبات البستاني للحصول على سلفة على الراتب وموقفها في 23 يونيو وقت الغداء وقالت: "لو كان عمر ملطخًا بالدماء لما تركه كلبي وشأنه".

#### تحليل جيسلين مارشال
فيما يتعلق بشخصية جيسلين مارشال وحياتها، يشهد ابنها، الذي بدا عليه الانزعاج بشكل واضح، أنها كانت صديقة له ومقربة منه أكثر من مجرد أم. قال إنه تألم بشدة عندما قرأ أشياء معينة عنها. "وكان هذا الأمر لنا فاجعة عظيمة وسيبقى كذلك".
عشقت السيدة مارشال طفلها الوحيد، الذي ولد عام 1945 عندما كان عمرها 19 عامًا فقط. وقد تأثرت كثيراً بترحيل والديها اللذين انضما إلى المقاومة. ولم تعد سوى والدتها. توصف جيسلين بأنها امرأة ذات شخصية قوية، يمكن أن تكون محبوبة ولكن "يمكن أن تدفع إلى أقصى الحدود"، متطلبة ولكن عادلة، تتمتع بصفات قلب عظيمة، شجاعة وعنيدة. لم تكن من النوع الذي يستسلم، ولم تكن لتكتب أبدًا، حتى تحت التعذيب، ضد إرادتها. تم تقديمها كشخص سري. لا أحد يعرف شيئًا عن الحياة العاطفية المحتملة لها، ويقول عمر: "القاضي لم يصر. لقد لاحظت أنه كان أكثر تكتمًا بشأن حياتها الخاصة من حياتي الخاصة".

#### شهادة الخادمة
قدمت الخادمة وصفاً لمطالب عمر بالمال من رئيستها، الأمر الذي دفع المتهم إلى الاحتجاج والادعاء بأنها تكذب. وذكرت أيضًا أنه في يوم السبت 22 يونيو، حوالي الساعة 10 صباحًا، تلقت جيسلين مارشال مكالمة هاتفية أعطتها بعد ذلك إجازة حتى صباح الثلاثاء. كانت ليليان ر. تظن أن رئيستها قد دُعيت وأنه "كان عليها أن تذهب بعيدًا". هذا الإعلان له تأثير تحول دراماتيكي للأحداث. وكانت عاملة التنظيف قد أبلغت المحققين عن عطلة يوم الاثنين في يوليو، لكنها لم تذكر المكالمة الهاتفية في ذلك الوقت. أخذ الدفاع هذه "الإضافات" إلى شهادتها السابقة على محمل الجد عند البحث عن عناصر جديدة.

#### حجة الغياب
أدى فحص حجة غياب عمر الرداد في 23 يونيو إلى الاستماع إلى البائعتين من مخبز ومدير متجر الكازينو.
وشهدت إحدى سكان المبنى الذي يسكن فيه عمر الرداد، السيدة ماري ماريز، أمام المحققين أنها بقيت في شرفتها من الساعة 11.30 صباحًا حتى الساعة 12.45 ظهرًا لمراقبة وصول ابنتها، إلا أن ذلك لم يحدث ولم ترَ عمر الرداد يصل في أي وقت من الأوقات. “خلال هذا الوقت، لم أر مطلقًا عمر الرداد يصل على دراجته النارية. واعترف زوجها، عندما استجوبه فيرجيس، قائلاً: "لم نره، لكنه ربما يكون قد جاء". تم الاستماع إليها في عام 1995 من قبل المحقق روجر مارك مورو المسؤول عن التحقيق المضاد الذي أجراه فيرجيس، ولم تتمكن من شرح كيف تمكنت من إعداد وجبة الغداء مع البقاء بشكل مستمر على شرفتها للفترة الزمنية المحددة. بالإضافة إلى ذلك، عانت من صعوبة في التركيز وعانت من اضطرابات إدراكية إثر آثار لاحقة مرتبطة بسكتة دماغية.

#### الأختام
يُزعم أن عينات الدم عُهدت، دون توجيه من الطبيب الشرعي، إلى صيدلي لم يكن مجهزاً لهذا العمل واشتكى من وصول الدم تالفاً. ولم تصل حقيبة الضحية إلى الخبراء المسؤولون عن البحث عن البصمات إلا بعد خمسة أشهر، تحت ختم مفتوح. رد النقيب سينسي على هذه الانتقادات نقطة بنقطة في كتابه. ووضح على وجه الخصوص أنه فيما يتعلق بالعارضة الخشبية، فقد فضل التحقيق البحث عن الحمض النووي على البحث عن بصمات الأصابع، حيث كانت هذه الدراسات متنافية. وأشار إلى أنه إذا كان فيرجيس قد سعى إلى إثارة الشك حول آراء الخبراء هذه و"سرعة التحقيق"، فإنه لم يطرح عليه أي أسئلة أثناء المحاكمة، مما أثار دهشته الكبيرة: "بما أنه لم يكن لدي أي أسئلة، لم أضطر إلى فتح حقيبتي".
وخصص اليوم الخامس، من بين أمور أخرى، لملف المتهم، الذي لا يستطيع القراءة أو الكتابة بأي لغة، ويفهم "المصطلحات المعتادة للغة الفرنسية"، وهو "مهذب وهادئ". وتناول بالتفصيل إعاقته في يده اليمنى، الناجمة عن حادث وقع عام 1988، والتي لم تكن لتمنعه من اغتيال جيسلين مارشال.
وبعد عرض قدمه الخبراء والأطباء حول إصابات الضحية وسلاح الجريمة المفترض وتاريخه، استمع الجمهور إلى النقيب سينسي وهو يقدم نسخته من سيناريو الهجوم. وأشار فيرجيس إلى أن المحقق، بصفته شاهدا، لا يتعين عليه أن يقدم تفسيره للوقائع، ولا أن يقدم لائحة اتهام ضد المتهم. وانتقد التحقيق لأنه كان موجهاً منذ البداية، وأكد أنه لم يتم البحث عن طرق أخرى.
واتهم فيرجيس المحققين على وجه الخصوص بتدمير فيلم الصور "المثيرة للاهتمام بلا شك" الذي عُثر عليه في كاميرا جيسلين مارشال. تفاجأ النقيب سينسي بعدم استجوابه حينها حول محتوى الفيلم: لقد كانت صورًا للممتلكات وللسيدات فرانسين ب. وكوليت ك. وهما تقفان بجوار حمام السباحة؛ من المحتمل أن هذه الصور التقطت يوم الأربعاء 19 يونيو، وهو اليوم الذي أكدت فيه فرانسين.دعوتهما لتناول طعام الغداء في لا شاماد.
عاد فيرجيس إلى الجار جيلبرت ف. الذي ادعى أنه كان في المغرب يوم وقوع الجريمة. وأشار إلى أن التذكرة والأختام الموجودة على جواز سفره لا تثبت أنه هو الذي قام بهذه الرحلة، وتساءل لماذا لم يحقق من ادعاءات الرجل التي تتناقض مع ادعاءات شريكه؟
ثم ركز النقاش على حرق جثة الضحية، وفقا لرغبتها الأخيرة. وقال النقيب سينسي إنه انتظر دون جدوى أسئلة من الدفاع حول هذا الموضوع.

#### "الانطباعية القضائية"
وعن هذه الأيام تحدث الصحافي موريس بيروت عن "الانطباعية القضائية": عندما يكون ملف الادعاء ضعيفا، فإن العدالة "لها أسلوب يقوم على مضاعفة الشكوك في جوانب بسيطة من الاتهام". هذه اللمسات الصغيرة المتعددة، هذه العناصر الصغيرة لا تثبت شيئًا، ولكن بتراكمها، ينتهي بنا الأمر إلى "خلق الشك حول البراءة".

#### استقالة المحلفين
انسحب محلفان خلال يومين بذرائع مختلفة. صرح محلف آخر بعد جلسة الاستماع: "لقد آلمني ذلك، لأنني متأكد من أنهم كانوا مثلي، منزعجين، وانسحبوا حتى لا يضطروا إلى الانحياز إلى أي طرف". وتحدث عن أجواء "معادية لعمر". وفي فترات انقطاع الجلسة، كان هناك من "يتبع الرئيس" ويتكلم أكثر من غيره. أما الآخرون، مثلي، فقد بقوا في زاويتهم".

#### تقديم التسجيلات
في وقت مبكر من بعد الظهر، في اليوم السادس، كان للرئيس البابان المنقوشان بالدم. "صمتت الهمهمات في الغرفة وحبس الجميع أنفاسهم". لقد كانت لحظة عاطفية شديدة. وبحسب المحامي هنري لوكلير، محامي الطرف المدني، فإن "القول بأنها لم توصل هذه الرسالة هو إنكار للمظهر النهائي للشجاعة اللامتناهية لهذه المرأة المحتضرة". كما قال القاضي رينارد لاحقًا أن "من الواضح أن هذه الأبواب كان لها تأثير نفسي لا يمكن إنكاره، سواء بالنسبة للمحققين أو بالنسبة لمحكمة الجنايات".

#### الخلافات الرسومية
جادل فيرجيس في أن كتابة الرسائل هي من تأليف الضحية وشكك في أهمية الخبرة في علم الخطوط: فانطلق في استحضار قضيتي غريغوري ودريفوس، وخلص إلى أنه يجب "إبعاد علماء الخط من المحاكم". وتعهد بإظهار الاختلافات بين الحروف الموجودة على الأبواب وتلك الموجودة في الكلمات المتقاطعة لجيسلين مارشال، وحصل من عالم الخطوط جيل جيسنر على اعتراف "باحتمال الثلثين أنها كتبتها جيسلين، والثلث لا". وأكد الأطباء من جانبهم أن جيسلين مارشال ظلت يقظة وتعرف ما كانت تفعله.
أما العاهرة التي اعترفت أثناء التحقيق بأن عمر الرداد كان عميلاً لها، فلم تأتي في نهاية المطاف للإدلاء بشهادتها في المحاكمة. وكانت قد كتبت في يناير لتقول إنها لن تأتي، بسبب غضبها من الكشف عن حالتها الاجتماعية للصحافة. أعلن الرئيس عدم العثور عليها، وقرأ على الجمهور شهادتها.
وقد وجد المحقق روجر مارك مورو هذه المرأة في عام 1995، وأنكرت حينها شهادتها. عثرت إيف ليفيت أيضًا عليها دون صعوبة بعد بضع سنوات وجعلتها تعيد قراءة شهادتها. حيث إدعت أنها "لم تقل ذلك أبدًا"، وندمت على شهادتها. ويُزعم أنها وقعت على أقوالها دون قراءتها.
وتبع ذلك مرافعات لوكلير ولائحة اتهام المدعي العام، والتي تناولت نتائج التحقيق، ثم مرافعات بيتيو للدفاع، والتي دعمت أطروحة تنظيم الجريمة ويرجع تاريخها إلى 24 يونيو.
وسلط محامي دفاع عمر الرداد الضوء بشكل خاص على العناصر التالية:
- فضل قائد الدرك فرضية واحدة منذ البداية. وكان التحقيق فاشلا وتم إجراؤه ضد النيابة حصرا.
- جُرت الضحية من قبل قاتلها ولم تنهض أبدًا. كتابة الرسائل ليست بخط جيسلين مارشال.
- حاول علماء الطب الشرعي "جعل" نتائجهم تتناسب مع فرضيات المحققين.[240]
- مهما قال عمر أو فعل، فهو دائمًا مخطئ بالنسبة لمتهميه: فهو يصل مبكرًا إلى عمله، لأنه يريد "أن يُرى"، هو هادئ، إنه هدوء القاتل، إنه مخطئ في وقت مكالمته الهاتفية، فهو يكذب.[241]
- ليس لديه دافع، وليس هناك أثر له في أي مكان، ولا دليل.
- لا يوجد دليل على أنه أخذ المال من محفظة الضحية: عندما وصل إلى تولون، لم يكن معه سوى القليل من المال.
- وأضيفت فرضية وجود العارضة بعد وقوعها لتفسير انسداد الباب.
- لم يقم المحققون بإجراء أي تحقيق في البيئة المباشرة للضحية (الورثة المحتملين، الأسرة المقربة، مجتمع الأعمال).

#### الادانة
وفي مساء 2 فبراير، حُكم على عمر الرداد بالسجن الجنائي لمدة 18 عامًا، وأدانته هيئة المحلفين بارتكاب الجريمة بظروف مخففة. وأجمع العديد من المحامين الجنائيين الحاضرين أثناء المحاكمة على ملاحظة افتقار الدفاع إلى القدرة القتالية أمام المحلفين، ووفقًا للبعض، عدم المعرفة بقضية السيد فيرجيس. شرح جاك فيرجيس أنه كان رصينًا طوعًا لأنه، على عكس محاكماته الأخرى التي تم الإعلان عنها، كان يدافع عن رجل كان مقتنعًا ببراءته الحقيقية. لم يكن يريد استراتيجية انفصال، من المحتمل أن تزعج المحلفين.
وفيما يتعلق بموقف رئيس المحاكمة جيان خلال المداولات، التي جمعت المحلفين التسعة وقاضيين آخرين من حوله، أسر فيرجيس لإيف ليفي بأنه صدم من "العمل الذي قام به خلال الست ساعات والنصف خلف ظهور الدفاع". ويعتقد أنه كان من الممكن تبرئة عمر لولا الضغط من الرئيس لحمل المحلفين على التصويت بالذنب. ووافق أحدهم بعد ذلك على إخبار صحيفة بانطباعاته عن المداولات: بمجرد أن أعرب أحد الحاضرين عن شكوكه حول ذنب عمر الرداد، تناول الرئيس الأمر برمته، بلطف وبالتفصيل. "لقد كان الأمر دقيقًا جدًا وطويلًا جدًا [...] وفي النهاية، لم نكن نعرف ما يجب أن نفكر فيه". ويصف أيضًا الأفكار المسبقة لبعض المحلفين حول "عقلية شمال إفريقية مفترضة".
فٌتح تحقيق قضائي بعد هذه المقابلة، وتم استجواب المحلفين التسعة، بالإضافة إلى الصحفي، أنطوان كاسوبولو. ووفقاً للحكم الصادر في 1 ديسمبر 1994 عن غرفة الاتهام في محكمة الاستئناف في إيكس أون بروفانس، اعترف هذا الصحفي بأنه لم يتمكن من الاتصال بأي من المحلفين. وصدر بعد ذلك الأمر بحفظ الدعوى.
بعد الإدانة، وعلى درجات قاعة المحكمة، أثار السيد فيرجيس ضجة كبيرة عندما قال جملة من شأنها أن تترك انطباعًا دائمًا: "إنه الاحتفال بالذكرى المئوية لقضية دريفوس. منذ مائة عام، أدنا ضابطًا أخطأ في كونه يهوديًا، واليوم ندين بستانيًا لأنه أخطأ في كونه شمال أفريقيًا”.

#### الاحتجاجات
أصدر 18 محامياً بياناً في 5 فبراير للتنديد بإدانة عمر الرداد "دون تهم كافية" وللمطالبة بمحاكمة جديدة. وبعد ذلك، غضبت نقابة القضاة من هذا الإعلان وانتقدت "أقلية صغيرة من المحامين المسيسين والمتعطشين للدعاية" الذين يشوهون العدالة.

## محاولات إعادة المحاكمة

### التطورات والاستئناف

#### إنشاء لجنة دعم وإصدار كتابين
وفي مارس 1994، نشر الكاتب جان-ماري روار كتابا عن القضية بعنوان "عمر: بناء مذنب". يقول إنه كتبه في ثلاثة أسابيع، "على عجل وبشغف. السخط أحرقني". ويعتقد أن عمر الرداد كان ضحية مؤامرة، ويلقي باللوم على أهل الضحية والقضاة، على خلفية تسويات سياسية غامضة محتملة. ينتقد التحقيق، ويشعر بالغضب من الحرق السريع للجثة وتدمير آخر الصور التي التقطتها الضحية، ويؤيد فرضية الاغتيال في 24 يونيو، حتى أنه تسلل إلى حديقة لاشاماد أثناء عبور الأسوار، لإثبات أن القاتل كان بإمكانه الدخول دون أن يكون معه مفتاح. وعرض بالتفصيل الأنشطة المتعددة، في أفريقيا على وجه الخصوص، والعلاقات العديدة في دوائر الأعمال، لأحد صهر جيسلين مارشال ويتساءل عن المخاطر المحتملة للاتصالات التي كان من الممكن أن يجريها. كما شكك في التأثير المحتمل لصهرها، رئيس غراندروت، وأشار في مقال نشر في صحيفة لوفيجارو إلى أن "أعطت العدالة الانطباع بأنها سمحت لقراراتها بأن تمليها مجموعة من الزملاء الأعزاء".
وبعد حشد طاقته في هذه القضية، التقى بمحامي عمر الرداد، ودُعي إلى عرض برنارد بيفوت ونظم لجنة للدفاع عن عمر من خلال توقيع عريضة من شخصيات وكتاب مشهورين وأكاديميين ومحامين. حتى أنه دعا عمر الرداد إلى الأكاديمية الفرنسية بعد إطلاق سراحه.
وفي أعقاب شكوى تشهير في يناير 2002، أُمر بدفع تعويضات لأسرة الضحية. لاحظ القضاة خطورة تصريحاته، وغياب الدليل على المؤامرة المزعومة، وعدم الحذر الذي أظهره، على سبيل المثال تجنب الاتصال بأسرة جيسلين مارشال بشأن حرق الجثة أو الصور المدمرة. بالنسبة للقضاة، فإن فرضيته مبنية “فقط على عناصر متناثرة وغير مكتملة والبحث عنها هو قبل كل شيء نتيجة للإدانة وليس شرطا لها".
وفي مارس 1994 أيضًا، نُشر كتاب فيرجيس، "عمر قتلني: قصة جريمة". تمت محاكمة فيرجيس في هذا الوقت من قبل مكتب المدعي العام في نيس بسبب تعليقه على العنصرية المفترضة في الحكم. ويغطي تفاصيل القضية بإيجاز شديد، مع التركيز على انتقاد الخبراء في علم الخط وعلماء الخط بشكل عام، ويقترح إصلاح الأسس. وتشمل هذه الأسباب مشاركة القضاة في المداولات، وغياب أسباب أحكام المحكمة، واستحالة استئناف الإدانة في الجنايات.

#### رفض الطعن بالنقض
وفي 9 مارس 1995، رٌفض الطعن بالنقض الذي تقدم به دفاع الرداد، دون أن تلاحظ محكمة النقض أي خطأ إجرائي، ودفعت بحق المتهم في محاكمة عادلة.

### فرضيات جديدة

#### فرضية شاحنة الدهان
بعد ما يقرب من ثلاثة أشهر من صدور حكم محكمة الجنايات، عقد جاك فيرجيس مؤتمرا صحفيا في 4 مايو 1994، بصحبة مواطنة نيوزيلندية تدعى باتريشيا سي، والتي كانت تقيم من حين لآخر في موجينس. وتقدمت إلى المحامي بعد قراءة كتابه عن الجريمة. حيث لاحظت في يوم الجريمة، أمام منزلها، الذي يقع على بعد بضعة كيلومترات من فيلا جيسلين مارشال، شاحنة مهجورة على ما يبدو، وفي داخلها آثار دماء وعوارض خشبية في الخلف. وبحسب ما ورد اختفت السيارة بعد بضعة أيام. بعد عمليات التفتيش، لاحظ الدرك أن أحد الدهانين، وهو جار للسيدة باتريشيا، كان لديه شاحنة مطابقة لهذا الوصف، وأنه صادف أنه قام بالفعل بنقل ألواح خشبية ومنتج أحمر للسجاد، وهو ما خلطت الشاهدة بينه وبين الدم.

#### فرضية "عمر الثاني"
وفي نهاية مايو 1994، ذكرت صحيفة ليبراسيون مسار "عمر الثاني". قال المحقق برنارد نارانجو إنه علم أن جيسلين مارشال تعرف شابًا يدعى عمر. وبحسب ما ورد شوهدت برفقته قبل وقت من القتل أمام الكازينو.
استجوبت قوات الدرك في موجينس هذا الشخص وخلصت إلى أن هذا إدانة تشهيرية نظرًا لأن هذا الشاب، الذي يقيم على بعد خمسة عشر كيلومترًا، ليس له أي صلة على الإطلاق بجيسلين مارشال. ولم يكن لديه سوى الاسم الأول المشترك مع المتهم عمر الرداد. وأفادت إيف ليفيت أن المستشارية طلبت من مكتب المدعي العام فتح تحقيق في هذا الموضوع، لكنها لم تجد أي أثر له في الملف. وتساءلت لو لم يكن هو الذي أراد المجرمون أن يفردوه، ليتهموه بجريمة لم يرتكبها.
في 12 سبتمبر 1995، كشف محمد م.، السجين السابق بسجن كليرفو، لصحيفة لوبينيون المغربية اليومية، أن أحد زملائه السجناء السابقين أسر له بأنه القاتل الحقيقي لجسلين مارشال. كان من الممكن أن يكون لديه صديقة عاملة نظافة سابقة لجيسلين مارشال، فُصلت بعد اختفاء مبلغ من المال. وبعد أن شرعوا في السطو على الفيلا، زُعم أنهم تفاجأوا بجيسلين مارشال وقتلوها. وزعم أنه هو الذي كتب "عمر قتلني". فتح مكتب المدعي العام في غراس تحقيقًا أوليًا لاستجواب المحتجز المعني. وسرعان ما تمت تبرئته، لأنه في يوم الجريمة، نٌقل إلى المستشفى في سان روش، في نيس، بعد تعرضه لحادث دراجة نارية. ويبدو أن شهادة محمد م. تتعارض أيضًا مع العناصر التي لاحظتها قوات الدرك، التي لم تلحظ أي اقتحامات أو سرقات في لاشاماد. تم استبعاد مسار عملية السطو الخاطئة في ذلك الوقت. اثبت التحقيق الذي اجراه المحقق روجر مارك مورو أن المدعي نسب لنفسه حقائق علم بها من خلال صديقته السابقة التي كانت تتردد على أحد أبنائه من أجل التباهي في السجن.

#### فرضية تاريخ القتل
وعقب قضية "الخطأ المطبعي" في تقرير التشريح، فيما يتعلق بتاريخ وفاة الضحية، سعى الدفاع إلى إثبات أن الجريمة وقعت صباح يوم الاثنين 24 يونيو.
- وتشير عدة عناصر إلى هذا الاتجاه:
  - أثناء المحاكمة، ذكرت عاملة التنظيف مكالمة هاتفية تلقتها جيسلين مارشال صباح يوم السبت 22 يونيو، وبعدها أعطتها رئيستها إجازة حتى يوم الثلاثاء. تسائل الدفاع: لماذا أعطيت هذه الإجازة يوم الاثنين؟ هل كانت جيسلين تنتظر أحداً؟[259]
  - استجوب اثنين من عمال البناء، كانا يعملان بالقرب من لا شاماد في 24 يونيو، من قبل الدرك في 26 يونيو. تذكر فابريس أ. وصول إريكا س. في نهاية الصباح، بينما ادعى سالم العوير[260] أنه يتذكر فقط وصول رجل أشقر يقود سيارة فولفو لاند روفر حمراء اللون. وقال إنه سمع امرأة تصرخ من داخل المنزل: "من هناك؟" وتذكر أيضًا رؤية سيدتين تدخلان العقار.[261] تساءل الدفاع عن هوية هؤلاء الأشخاص الذين كانوا حاضرين يوم 24 في لا شاماد.
  - شوهدت سيارة مسجلة في سويسرا أمام لا تشاماد من قبل القائم على رعاية فيلا مجاورة في وقت متأخر من بعد ظهر يوم 23 يونيو. وتساءل الدفاع عن "المسار السويسري" المحتمل الذي كان من الممكن إهماله.[262]
- وأدت هذه العناصر إلى إجراء الفحوصات التالية من قبل المحققين:
  - فيما يتعلق بيوم الاثنين، فقد دعت جيسلين مارشال صديقتها إريكا س. لتناول طعام الغداء، حتى أنها طلبت منها إحضار الصحف، لأن عاملة التنظيف، التي تعتني بها عادة، لن تأتي. أكدت إريكا س.، التي اتصلت بها جاي هوجنيت، أن الصديقتين كانتا تخططان للقيام بنزهة بجوار حمام السباحة يوم الاثنين الرابع والعشرين، ولم يكونا بحاجة إلى الخدمة في هذه المناسبة.[263]
  - حدد رجال الدرك دون صعوبة أن السيارة الحمراء التي وصفها العامل تتوافق مع وصف سيارة لادا نيفا الحمراء 4 × 4 الخاصة بطبيب جيسلين مارشال، الذي جاء للمشاركة في البحث بعد الظهر. وصوت المرأة التي أجابت على جرس الباب هو صوت فرانسين ب. أو صوت حارسها، المتواجد في مكان الحادث بعد الظهر مع موظف شركة الأمن، الذي جاء أيضًا بالسيارة.[264]
  - السيارة المسجلة في سويسرا تتطابق مع سيارة أودي الخاصة بكوليت ك.، التي انتظرت جيسلين مارشال لتناول طعام الغداء، وذهبت إلى هناك في وقت متأخر من بعد ظهر يوم الأحد 23.[265]

#### الفرضية الإيطالية
في 3 سبتمبر 1998، أبلغت ميدي ليبر عن دليل جديد، أثاره برنارد نارانجو: يُزعم أن إيطاليين وامرأة نفذوا الجريمة، بسبب نزاع مالي كبير مع الضحية. لم تلق الفرضية الجديدة اهتماما إعلاميا نسبيا، لأنها تزامنت مع إطلاق سراح عمر الرداد في 4 سبتمبر 1998.

#### فرضية بي إم دبليو
في عام 2002، اتصل شخص باسم جاي إم بروارت وهو سائق معلم طائفة معبد الشمس جوزيف دي مامبرو. وزعم أن جاي إم، الذي يقود سيارة بي إم دبليو بلون أصفر مسجلة في سويسرا، قاد ثلاثة أشخاص إلى لا تشاماد يوم الاثنين 24 يونيو حوالي الساعة 11:45 صباحًا (في الوقت الذي قرعت فيه إيريكا س. جرس باب صديقتها)، وزعم أنه عاد لاصطحابهم من المكان الساعة 2:15 ظهرًا (وقت وصول موظف شركة الأمن). دعي جاي إم لحضور عرض تييري أرديسون 28 يناير 2002. وكانت السيدة مارشال قد أصبحت عضواً في هذه الطائفة التي قررت قمعها إثر خلاف مالي. لكنه لم يقدم أي دليل على هذه الادعاءات. وتبين أن هذا الرجل أُدين بالابتزاز في سويسرا عام 1979، ثم أدين بعدة عمليات احتيال في لوزان عام 1997. وترى سولين حداد أن "كل هذه الخيوط، البعيدة أو البعيدة عن الواقع، والصادقة إلى حد ما في معاملتها، ربما لم تكن لصالح المتهم".

#### أسئلة حول جيسلين مارشال
وانتقد دفاع عمر الرداد التحقيق بشدة لعدم إجراء تحقيقات في حياة وعلاقات المجني عليها، كون الملف فارغا من هذه الأسئلة. وعندما سُئل القاضي رينارد عن هذا الموضوع، اعترف قائلاً: "كانت شديدة التكتم بشأن أصدقائها، ولم يكن أحد يعرفها [...]". لم تكن جيسلين تحب أن يتدخل الناس في شؤونها. وصفها أصدقاؤها بأنها "سرية". كانت تغادر أحيانًا، لفترة طويلة تقريبًا، دون أن تقول إلى أين ستذهب، كما تشير كوليت ك. التي تقول إنها لا تعرف ما إذا كان لديها عاشق. يذكر أصدقاؤها علاقة قديمة كانت تربطها بشخص يوناني، وعلاقة أحدث مع "إيطالي لديه قارب"، ولكن يبدو أن لا أحد يعرف حقًا. كانت نشطة في وقت متأخر من الليل، وتحب الاتصال حتى الساعة الثانية صباحًا، والكتابة بشكل مطول في "دفتر كبير"، لم يتم العثور عليه.

#### فرضية الجريمة المنظمة: مارسيال وجان كلود ب.
في عام 2002، أبلغت إحدى المخبرات قوات الدرك أن مارسيال وجان كلود ب. (توفي عام 2012) متورطان في وفاة جيسلين مارشال. كان هذان الرجلان، المعروفان لدى المحاكم وأدينا عدة مرات، يديران مطعم كانوا الذي تتردد عليه جيسلين بانتظام. ولم يتابع وكيل النيابة القضية.

### العفو الرئاسي
في 10 مايو 1996، أصدر الرئيس جاك شيراك عفوا جزئيا عن عمر الرداد، مخففا مدة عقوبته أربع سنوات وثمانية أشهر، لا سيما بناءًا على طلب العاهل المغربي الملك الحسن الثاني، وهو اتفاق سري ينص مقابل إطلاق سراح فرنسي مغربي محتجز بالمغرب.
وبالتالي، يمكن لعمر الرداد، الذي يمكن أن يستفيد من الإفراج المشروط في منتصف المدة بعد تسع سنوات، أن يأمل في إطلاق سراحه بعد ست سنوات ونصف، أي في يناير 1998، بشرط تقديم عنوان ووظيفة. قُبل عنوان عائلته في تولون بسرعة من قبل المحاكم، لكن لم يكن الأمر كذلك بالنسبة لعمله. ورُفض عرضي العمل الأولين من قبل وزيرة العدل إليزابيث غيغو. وبالفعل، كانت الوظيفة الأولى كبستاني لدى أرملة ثرية من منطقة الفار، وهو وضع يحمل أوجه تشابه مؤسفة مع الوظيفة التي كان يشغلها عمر الرداد مع السيدة مارشال. والوظيفة الثانية هي حارس ممتلكات لدى محامٍ في إيكس أون بروفانس. أخيرًا، تلقى منصب ساعي بريد في مصنع لتعليب اللحوم في مرسيليا رأيًا إيجابيًا من إليزابيث غيغو.
وبعد حملة صحفية قادها المحامي جاك فيرجيس والكاتب جان ماري روارت والمحقق روجيه مارك مورو، تم إطلاق سراح عمر الرداد في 4 سبتمبر 1998. وتصرف بطريقة لا تشوبها شائبة أثناء الاحتجاز، ومن هنا جاء الرأي الإيجابي الذي أصدرته اللجنة الاستشارية للإفراج المشروط في فبراير من ذلك العام. استعاد عمر الرداد حريته ضمن إجراء إفراج مشروط تفادياً للعودة إلى الجريمة.

### وجود الحمض النووي الذكري المختلف
في 2 فبراير 2000، أي بعد ست سنوات بالضبط من إدانة عمر الرداد، أمرت لجنة مراجعة الأحكام الجنائية بإجراء تحقيقات جديدة، وعلى وجه الخصوص، خبرة كتابية جديدة لمعرفة ما إذا كانت السيدة مارشال هي كاتبة النقوش "عمر قتلني". تم تعيين خبيرين: آن بيسوتي وفرانسواز ريتشي دارنو. علاوة على ذلك، وبناء على طلب الدفاع، في 14 يناير 2001، أمرت العدالة بإجراء اختبارات جديدة على الأبواب وعلى العوارض الخشبية المستخدمة لضرب جيسلين مارشال. اكتشف حمض نووي على الدعامات الثلاثة.
وفي 20 فبراير 2001، وبعد التحقق، أعلن الخبراء أن الحمض النووي الذكري الذي عثر عليه على أبواب غرفة المرجل وعلى العارضة الخشبية ليس لعمر الرداد، دون أن يتمكنوا من تحديد الجهة التي تنتمي إليها هذه البصمات الجينية، ولا أصلها. من ناحية أخرى، عُثر بالفعل على حمضين نووين ذكريين على الأبواب والعوارض الخشبية، مختلطين بدم الضحية (مما يجعل فرضية الحمض النووي للمحققين مستحيلة). ووفقاً للادعاء العام، ربما كان مسرح الجريمة قد "تلوث" بعد النتائج الأولى التي توصل إليها المحققون - رجال الدرك على وجه التحديد - ولم يتم توثيق ظروف جمع الحمض النووي.
وفي 25 يونيو 2001، قررت لجنة مراجعة الإدانات الجنائية إحالة الأمر إلى محكمة المراجعة، لأن عناصر جديدة لم تكن معروفة وقت المحاكمة أمام محكمة الجنايات في ألب ماريتيم قد تم تأكيدها من خلال آراء الخبراء. الأول هو اكتشاف الحمض النووي الذكري الذي ليس لعمر الرداد. والثاني هو الخبرة الخطية الجديدة، التي تثبت أن “مدام مارشال ليست كاتبة النقوش". لكن بعد بضعة أشهر، في 20 نوفمبر 2002، رفضت محكمة المراجعة طلب إعادة النظر في الإدانة، مؤكدة أن العناصر الجديدة المستشهد بها لا يبدو لها أنها تثير الشك حول إدانة الشخص المدان.
بعد تقديم شكوى إلى وزارة العدل من قبل المحامية الجديدة لعمر الرداد، في 9 مايو 2011، طلب مكتب المدعي العام في غراس من أحد الخبراء إنشاء ملف وراثي يعتمد على آثار الحمض النووي التي تم العثور عليها في عام 2001. في 29 يونيو 2011، أشار مكتب المدعي العام في غراس إلى أنه لم يتمكن من إنشاء ملف جيني من آثار الحمض النووي الذي تم العثور عليه مختلطًا بدم جيسلين مارشال في عام 1991: "لقد طُلب منا استخراج المادة الوراثية لإنشاء ملف جيني. ولم يكن ذلك ممكنا لأن العينات قد استخدمت بالفعل كجزء من الإجراء". ومع ذلك، فإن هذه الملامح الجينية، التي من المحتمل جدًا أنها جاءت من إفرازات العرق، تمت ملاحظتها على ثلاث دعامات متميزة، على بابي غرفة المرجل (حيث ظهرت النقوش الاتهامية الشهيرة)، وكذلك على العارضة الخشبية التي استخدمها القاتل لضرب جيسلين مارشال. وقد ثبت أن الحمض النووي ليس هو عمر الرداد. ومع ذلك، فإن حقيقة العثور على هذه الآثار الجينية مخلوطة بالدم فقط وليس في أي مكان آخر (كما ستظهر المسحات التي تم إجراؤها)، بالإضافة إلى ذلك، يبدو أن وجود ثلاث دعامات مختلفة بعيدة عن بعضها البعض يثبت بوضوح أنه لا يمكن أن يكون الحمض النووي ملوثًا.
لكن، وبحسب رأي خبير طلبته المستشارية، لا يزال من الممكن أخذ عينات جديدة من آثار الدم التي وجدت على البابين وعلى العارضة وبالتالي إجراء تحاليل جينية جديدة خاصة في ضوء ما حدث. تم إحراز تقدم كبير في هذا المجال وخاصة تقنيات تضخيم الحمض النووي. وفقًا لممثلي الدفاع، فإن هذا من شأنه يُمكن تسجيل ملفات الحمض النووي المذكورة التي وُجدت في مسرح الجريمة في ملف البصمات الجينية الوطني الآلي (FNAEG) وربما إجراء مقارنات مع الملفات الشخصية للأشخاص الذين هم موضع شك. في سبتمبر 2013، أعطت المستشارية موافقتها على إجراء اختبارات الحمض النووي الجديدة. إلا أن المدعي العام لم يستجيب لطلب محامي عمر الرداد، سيلفي نواشوفيتش. في أكتوبر 2014، وبموجب القانون الجديد بشأن إصلاح الإدانات الجنائية، أرسل السيد نواشوفيتش طلبًا جديدًا للحصول على خبرة في الحمض النووي على البابين والعوارض الخشبية.
في 2016، أشارت تحليلات الحمض النووي إلى أن الآثار التي عُثر عليها على البابين والعوارض الخشبية تعود لأربعة رجال، لكن ليس لعمر الرداد أو المشتبه بهم الذين ذكرهم محامو الرداد. وأشار الادعاء إلى أنه "من الممكن أن تكون بصمة قد أضيفت، أثناء المعالجة اللاحقة"، خاصة من ضباط الشرطة أو الصحفيين. وفي حكم الرفض الصادر في 20 نوفمبر 2002، أكد القضاة أنه "نظراً لعدم اتخاذ الاحتياطات الكافية"، فإنه "من المستحيل تحديد متى، قبل القتل أو مصاحب له أو بعده، تُركت هذه الآثار".
وبحسب صحيفة لوموند بتاريخ 21 يونيو 2021، تعين على سيلفي نواشوفيتش، محامية عمر الرداد، تقديم طلب جديد لإعادة النظر في المحاكمة على أساس تحليلات الحمض النووي التي أجريت عام 2019. وقد حددوا وجود حوالي ثلاثين أثرًا من نفس الحمض النووي الذكري (لا ينتمي إلى عمر الرداد) الموجودة في آثار الدم، وهو ما ينبغي، وفقًا للمحامي، استبعاد فرضية التلوث اللاحق. وفي نهاية عام 2021، أُعيد فتح القضية فعليًا.
وفي 13 أكتوبر 2022، رُفض طلب المراجعة الأخير من قبل لجنة التحقيق بمحكمة المراجعة، التي تناولت المرافعات من عام 2002: “إن اكتشاف بصمات جديدة لا يكفي، في حد ذاته، لإثبات ارتباطها بالوقائع، فمن الممكن أن تكون هذه الآثار قد تركت قبل جريمة القتل أو بعدها. وبالفعل، كان العديد من الأشخاص قادرين على الاقتراب من الأبواب قبل جريمة القتل وبعدها (…) أو حتى التلاعب بها دون احتياطات كافية”. "اللجوء إلى التقنيات التي تهدف إلى تكوين صورة وراثية أو إجراء أبحاث القرابة" لا يعتبر مبررا.

## في السينما
في عام 2007، اشترى رشدي زيم حقوق تعديل كتاب لماذا أنا؟ لعمر الرداد وسيلفي لوتيرون وأصدر في عام 2002 من قبل دار النشر سوي وشرح هدفه المتمثل في إعادة سرد "قصة شاب عانى بشدة من اتهامه خطأً بارتكاب جريمة قتل". صدر فيلم عمر قتلني في 22 يونيو 2011 في فرنسا. ولعب سامي بوعجيلة دور عمر الرداد، وموريس بنيشو في دور جاك فيرجيس.

## الاختلافات حول «عمر قتلني»

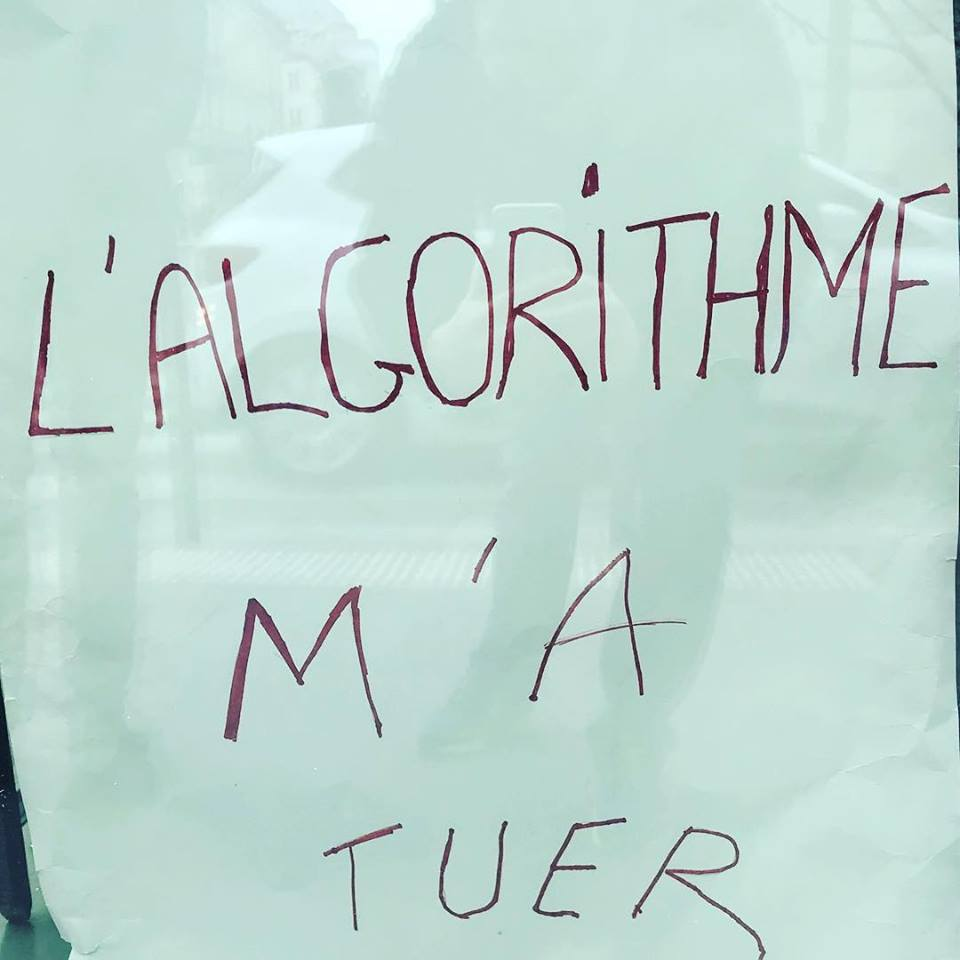
"الخوارزمية قتلتني"، دار المحامين في ليون. الخطأ النحوي هو إشارة إلى قضية عمر الرداد.

وقد اشتهرت قضية عمر الرداد جزئياً بسبب عدم الاتفاق في النقش «عمر قتلني» (OMAR M'A TUER) والذي كان ينبغي أن يكون (Omar m'a tuée).
يبدو عدم الاتفاق هذا مفاجئًا تمامًا من جانب أرملة تم تقديمها على أنها من عائلة جيدة ومثقفة، لكن رجال الدرك لاحظوا أخطاء مماثلة في الوثائق التي حصلوا عليها منها. تحوي قسائم الراتب على نفس الخطأ عندما تكتب الضحية "يدفعها صاحب العمل" (payer par l’employeur) لكن اعترض الدفاع بشدة على هذه النقطة وحتى الصحفيون الذين نظروا في القضية.
غالبًا ما تستخدام العبارة كإشارة إلى هذه القضية، خاصة في عناوين الصحف أو الكتب. في بعض الحالات، يكون السبب هو وجود صلة بالقضية، على سبيل المثال عنوان صحيفة ليبراسيون “شيراك عفا عني" (Chirac m'a gracier).
بشكل عام، "قتلني" (m'a tuer) هو جزء الجملة الذي يعاد استخدامه على نطاق واسع لأنه يحتوي على خطأ التصريف.

### أفلام وثائقية تلفزيونية
- "آثار أقدام الجريمة"» 6 يونيو 2000 في إحضار المتهم الذي قدمه كريستوف هونديلات على قناة فرنسا 2.
- "عمر الرداد الجاني المعين" 8 أغسطس 2002 قدمه كريستوف هونديلات في إحضار المتهم إلى فرنسا 2.
- "قضية عمر الرداد: الجاني المثالي؟" في أسرار الأخبار في نوفمبر 2000 و 14 يوليو 2002 على إم 6 ، ثم في التحقيقات الجنائية: المجلة الإخبارية بتاريخ 5 نوفمبر 2008 على دبليو 9.
- "عمر قتلني" في حقائق كارل زيرو في شارع 13.
- "قضية عمر الرداد: البستاني البريء؟" (التقرير الأول) بتاريخ 7 ديسمبر 2013 في سجلات إجرامية على NT1.
- "قضية عمر الرداد" 25 أكتوبر 2009 في الشؤون الجنائية على NT1.
- "عمر الرداد: القاتل أو الضحية؟" (التقرير الأول) بتاريخ 2 ديسمبر 2009 على TMC.
- "عمر الرداد: نهاية اللغز؟" (التقرير الثاني) في "خاص: ناشدوا الرئيس" 13 فبراير 2017 في الجرائم على NRJ 12.
- "قضية عمر الرداد" 10 يناير 2019 في لم تُحل: التحقيق مستمر في RMC.

## روابط خارجية
- حكم الغرفة الجزائية بمحكمة التمييز بتاريخ 9 مارس 1995 – رفض الاستئناف
- حكم محكمة المراجعة بتاريخ 20 نوفمبر 2002
- "عمر قتلها" موقع النقيب جورج سينسي